# Hanga Roa
Ne doit pas être confondu avec Hangaroa (rivière).
Pour les articles homonymes, voir Roa.
Hanga Roa est le chef-lieu et la capitale de la commune de l'île de Pâques, ainsi que de la province du même nom, rattachée administrativement à la région de Valparaíso (Chili) dans l'océan Pacifique avec une population d'environ 7 322 habitants en 2017.
Avant l'arrivée des occidentaux et de la colonisation, Hanga Roa ne se distingue pas des autres localités de l'île de Pâques et les Pascuans se répartissent sur l'ensemble du territoire. L'île est annexée par le Chili le 9 septembre 1888. Au début du XXe siècle, la population de l'île de Pâques est forcée à se rassembler à Hanga Roa tandis que le reste de l'île est utilisé pour l'élevage de moutons.
En tant qu'unique agglomération urbaine et municipalité de l'île, située sur la côte ouest, Hanga Roa héberge la quasi-totalité des habitants de l'île et abrite l'ensemble de ses bâtiments institutionnels et administratifs.
La ville est également l'unique point d'arrivée et de départ de l'ensemble des visiteurs de l'Île de Pâques, une terre mondialement célèbre en raison de la présence d'un grand nombre de statues monumentales en pierre (moaï), sur son sol.

## Toponymie
Le nom Hanga Roa signifie « baie allongée » en langue rapanui et il est composé de hanga « baie » et roa « long, allongé ». Ce nom est lié à sa position géographique.

## Géographie

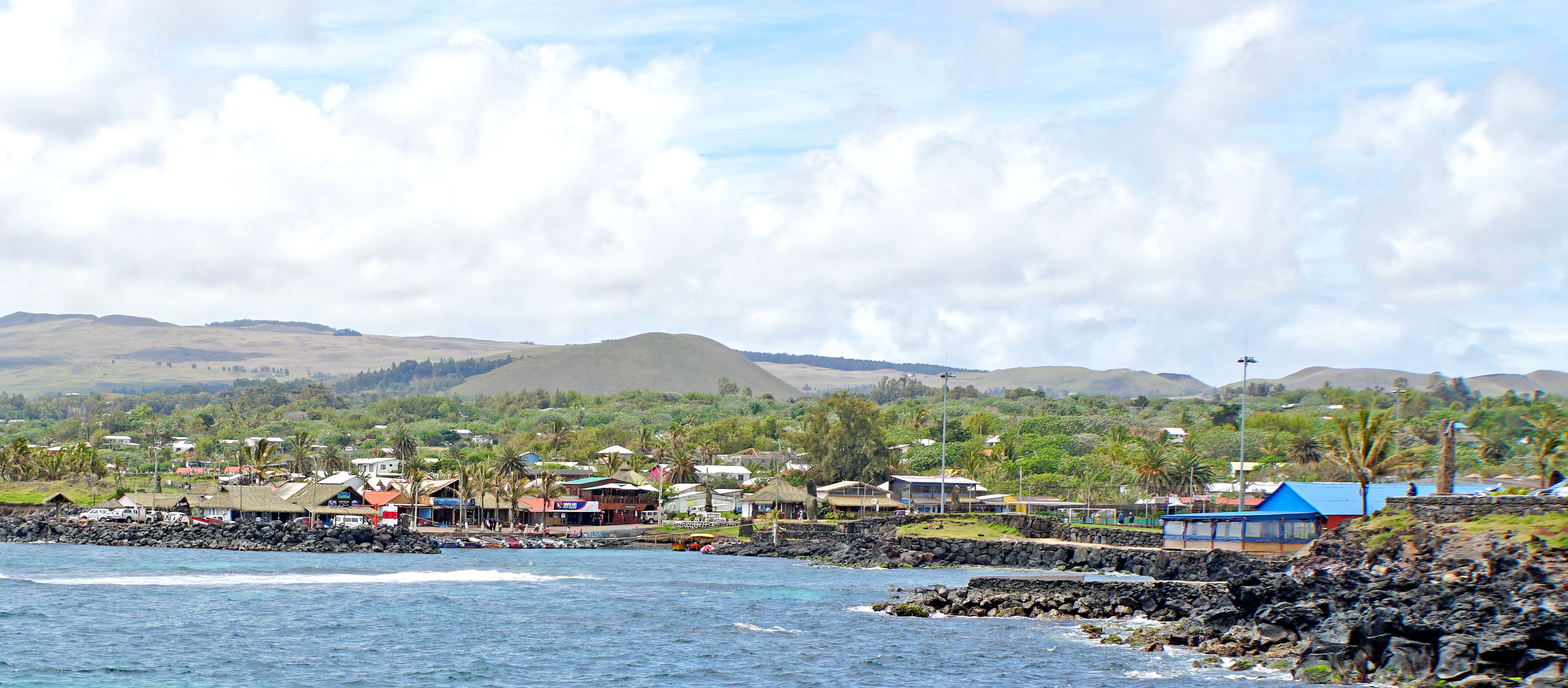
Vue de Hanga Roa et le front de mer.

### Présentation et situation
Hanga Roa est la seule ville de l'île de Pâques. La partie urbanisée de la commune borde la côte pacifique dans la partie occidentale de l'île et abrite également le port de l'île (Hanga Piko) aux dimensions très modestes malgré son élargissement effectué à la dynamite en 1972
Capitale historique et chef-lieu de la commune ainsi que de la province de l'Île de Pâques, la municipalité héberge le bâtiment du gouvernorat provincial de l'île de Pâques ainsi que l'ensemble des bâtiments administratifs et institutionnels. Il s'agit d'une petite ville aux rues aérées et souvent très arborées qui grimpent en pente douce à flanc de colline, parsemées de petites maisons le plus souvent constituées de planches de bois.

### Végétation
Selon un guide routier français, les « douces collines vertes moutonnantes », qui entourent Hanga Roa, évoqueraient plutôt l'Irlande qu'une région tropicale[pertinence contestée]. Les rues et les places de la ville sont agrémentées de nombreux palmiers et les jardins privés et publics remplis de fleurs tropicales.

### Géologie et relief

#### Topographie
Les zones urbanisées de Hanga Roa et de Mataveri qui abritent également la piste d'aviation sont situées entre l'océan Pacifique et les pentes du Rano Kau positionné dans le sud-ouest dans l'île. La topographie se caractérise par la présence de quatre plateformes étagées s'inclinant doucement vers l'océan et séparées entre elles par des escarpements aux lignes sinueuses. L'étude géomorphologique évoque des surfaces d'abrasion marine limitées par des falaises mortes plutôt que des coulées de lave originelle. Ces quatre plateformes sont donc considérées comme étant d'origine marine, sans qu'il soit possible de faire une datation précise.

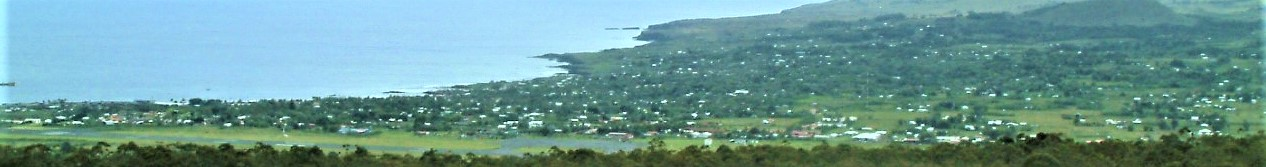
Vue panoramique sur Hanga Roa et le faubourg de Mataveri (avec la piste d'aviation) depuis le sud de l'île (route du Rano Kau).

#### Séismes
- 2000 : un séisme d'une magnitude de 5,2 est survenu le vendredi 22 décembre 2000 à 10:29:59 (heure locale ) à 241,84 kilomètres de Hanga Roa, ville la plus proche de l'épicentre[5][source insuffisante].
- 2014 : un séisme de magnitude 7,2 s'est produit dans la nuit (22h15, heure de Montréal) de mercredi 29 à jeudi 30 octobre à 570 km au sud de l'île de Pâques et à plus de 3 600 km des côtes chiliennes[B 1].
- 2020 : un séisme de magnitude 5,7 a secoué le sud-est de l'île de Pâques dans la nuit de mercredi 13 à jeudi 14 mai, L'épicentre était situé à une profondeur de dix kilomètres dans un secteur du pacifique situé au sud de l'île[B 2].

### Hydrographie
Hanga Roa et l'ensemble du territoire insulaire ne possèdent aucun cours d'eau permanent car les sols d'origine volcanique sont d'une grande perméabilité. L'infiltration des eaux de pluie alimente une importante nappe souterraine qui laisse apparaître de nombreuses sources sous-marines peu profondes et quelquefois émergées à marée basse. De nombreuses vallées sèches existent cependant et indiquent que durant certaines périodes, l'eau a pu s'écouler librement au sein de ces vallées.

### Climat
Le climat de l'île de Pâques est de type subtropical. Les températures moyennes varient entre 23 et 24 °C dans la période de janvier à mars, et environ entre 18 et 19 °C dans la période de juillet à septembre. Le mois le plus chaud de l'année est celui de février avec une température moyenne de 23,6 °C, août étant le mois le plus froid de l'année avec une température moyenne de 18.2 °C. La température de l'eau est généralement comprise entre 20 et 25 °C.
Au niveau de Hanga Roa, les pluies sont assez abondantes, environ 1 100 millimètres par an, et sont généralement assez bien réparties tout au long de l'année avec un léger pic autour des mois d'avril, mai juin et juillet.
| Mois                              | jan. | fév. | mars | avril | mai  | juin | jui. | août | sep. | oct. | nov. | déc. |
| --------------------------------- | ---- | ---- | ---- | ----- | ---- | ---- | ---- | ---- | ---- | ---- | ---- | ---- |
| Température minimale moyenne (°C) | 19,8 | 19,8 | 19,8 | 17    | 19,8 | 15,8 | 15,4 | 15,1 | 15,1 | 15,4 | 16,9 | 18,2 |
| Température moyenne (°C)          | 23,3 | 23,6 | 23,4 | 20,5  | 22,5 | 18,9 | 18,5 | 18,2 | 18,5 | 19,2 | 20,4 | 21,9 |
| Température maximale moyenne (°C) | 26,9 | 27,5 | 27   | 25,6  | 24,1 | 22,1 | 21,6 | 21,4 | 22   | 23,1 | 24   | 25,7 |
| Précipitations (mm)               | 83   | 74   | 86   | 115   | 134  | 106  | 109  | 90   | 83   | 81   | 72   | 92   |

L’anticyclone du Pacifique Sud est plus connu sous le nom d’anticyclone de l'île de Pâques. La présence de cet anticyclone, du courant de Humboldt et des Andes contribuent, tous ensemble, à donner du temps sec et ensoleillé à la côte du nord Chili et au Pérou.

## Urbanisme

### Morphologie urbaine
La zone urbanisée de la ville est essentiellement composée de petites maisons, de villas et de bâtiments de tailles et de hauteurs modestes, répartis dans différents quartiers. La densité de l'urbanisation décroit au fur et à mesure qu'on s'éloigne du front de mer[réf. souhaitée].

### Voies de communications et transport

Carte de l'Île de Pâques

La zone urbaine de cette petite ville portuaire est sillonnée par deux artères principales : un axe nord-sud dénommée avenida Atumu Tekena et un axe est-ouest dénommée avenida te Pito o te Henua. L'avenida Policarpo Toro longe quant à elle le bord de mer.
Les principales routes et pistes qui permettent de visiter l'île de Pâques partent de Hanga Roa. Pour se rendre sur les sites du Rano-Raraku (la principale carrière des Moaïs) et la plage d'Anakena (principale plage de sable de l'île), il suffit de prendre la route qui longe l'aéroport et qui se dirige vers l'est. C'est la seule route goudronnée de l'île qui se sépare en deux parties au bout de 3 kilomètres (à droite pour le Rano-Raraku et à gauche pour Anakena). Une autre route non goudronnée, mais utilisable par de nombreux véhicules, débute au niveau de Mataveri et permet d'atteindre les pentes du Rano Kau, volcan le plus proche de la ville et le site d'Orongo, un ancien centre cérémoniel pascuan, voué au culte de l'homme-oiseau et de Make-Make.
La ville qui ne dispose d'aucun transport collectif compte cependant des chauffeurs de taxis, des loueurs de voitures et de motos, de bateaux, de VTT, ainsi que de chevaux. L'aéroport international Mataveri, le seul de l'île, est situé à proximité de la ville. Il est principalement desservi par la compagnie LAN Airlines et relie Tahiti-Faaa à Santiago (Chili).

## Histoire
Pour un article plus général, voir Histoire de l'île de Pâques.
Avant l’arrivée des visiteurs occidentaux, le site de Hanga Roa ne se différenciait pas des autres lieux habités par les anciens indigènes car ceux-ci occupaient tout le territoire de l’île en se répartissant entre les différents clans de famille qui la dirigeaient, comme l'indiquent les nombreux vestiges archéologiques découverts dans tout Rapa Nui.

### Période polynésienne
Selon la tradition orale des Rapa Nui, le roi fondateur de la dynastie pascuane Hotu Matu'a ordonna que la succession des rois se ferait par le fils ainé. Hotu Matu'a ayant eu plusieurs enfants, l'île fut divisée en plusieurs districts; Tuumae Heke, fils aîné, et donc souverain de l'île, reçut les territoires situés entre Anekena et Mounga Tea Tea ; à Meru son second fils, le territoire situé entre Anekena et Hanga Roa ; à Marama son troisième fils, le territoire situé entre Aha Hanga et Vinapu ; à son quatrième fils Raa, le nord et l'ouest de Mounga Teat tea ; au cinquième fils Korona Ronga, les terres entre Anekena et le volcan du Rorano Raku et enfin le territoire situé sur la côte de l'est fut dévolu son sixième fils, Hotu Iti[réf. nécessaire].
D'après Eugène Caillot, historien et spécialiste de la Polynésie, qui rapporte cette information recueillie auprès des habitants par les missionnaires dans un livre publié en 1910 (Histoire de la Polynésie orientale), une trentaine de rois (ariki) se sont succédé sur Rapa Nui depuis Hotu Matu'a jusqu'à Maputéo, lequel fut baptisé sous le nom de Grégorio.

### Premiers contacts occidentaux

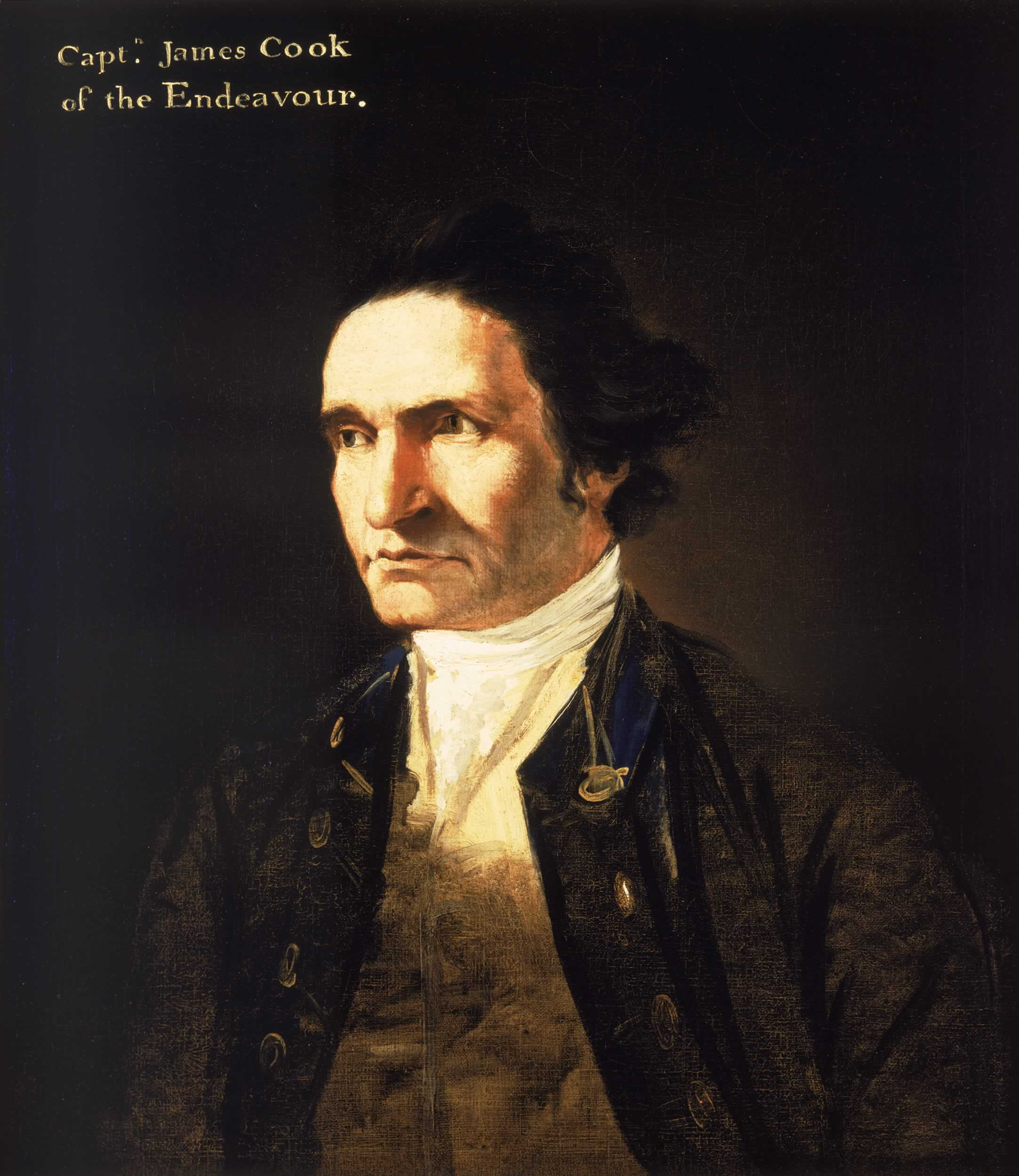
James Cook en 1775

En mars 1774, le grand navigateur anglais James Cook, à bord du HMS Resolution, arrive en vue de l'île de Pâques découverte cinquante ans auparavant par le navigateur hollandais Jacob Roggeveen qui donna son nom occidental à l'île découverte le jour de Pâques (en 1770, le navigateur espagnol Felipe González de Ahedo, avait rebaptisé l'île sous le nom de Isla de san Carlos, pensant découvrir une nouvelle terre)[réf. nécessaire].
Le capitaine James Cook laisse son nom à la Cook Bay qui correspond à la crique où se love la ville de Hanga Roa. Le naturaliste allemand Johann Reinhold Forster, qui participait à cette expédition, a dessiné les premiers croquis des statues qui dans leur majorité avaient déjà été renversées[source secondaire nécessaire].
Après James Cook, la plupart des voyageurs et leurs équipages choisirent la baie de Hanga Roa (connue alors sous le nom de baie Cook) pour débarquer sur l'île.

### Colonisation

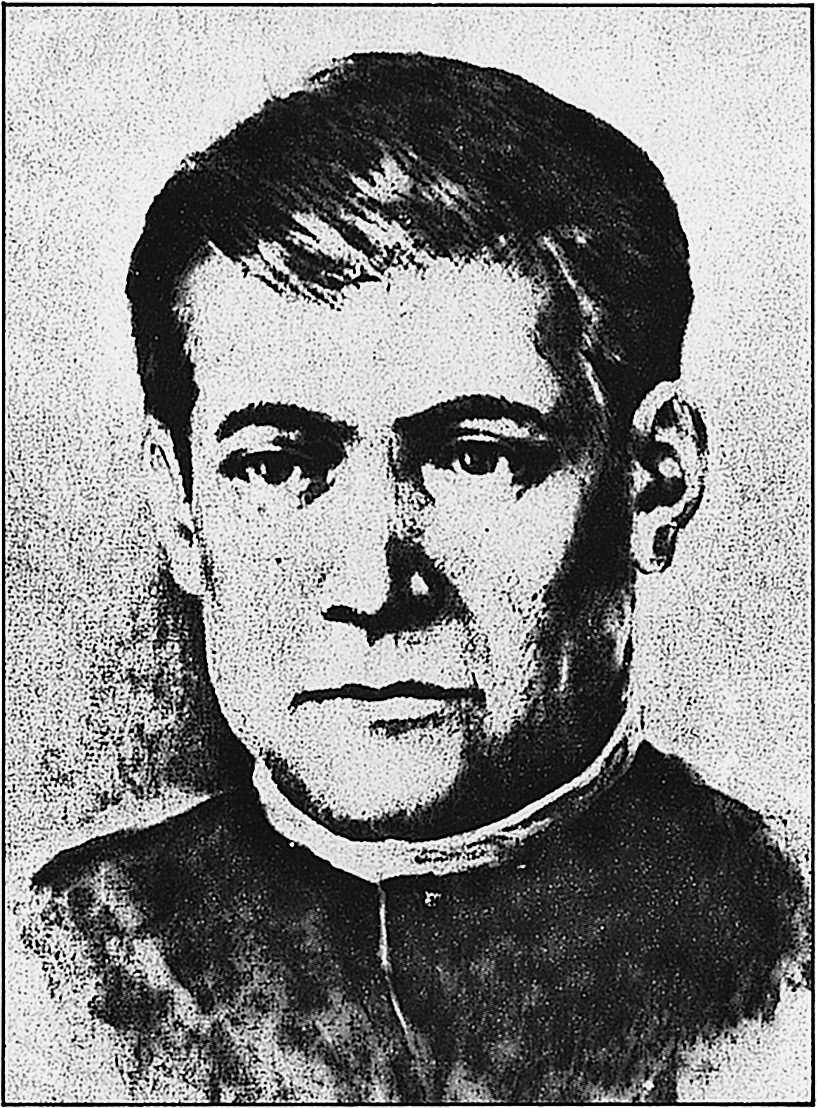
Eugène Eyraud

Le 2 janvier 1864, le missionnaire chrétien Eugène Eyraud, originaire d'un petit village des Alpes françaises est le premier Européen à s'installer sur l'Île de Pâques, et installe sa mission sur le site de Hanga Roa. Il tente de convertir les autochtones Rapanui au catholicisme et reste neuf mois dans l'île, mais ceux-ci restent fidèles à leurs croyances et refusent de changer de religion. Isolé, Eugène Eyraud doit revenir au Chili le 11 octobre 1864. Dix-sept mois plus tard, le 27 mars 1866, il revient s'installer sur l'île, cette fois accompagné du missionnaire Hippolyte Roussel et de trois Polynésiens chrétiens originaires de Mangareva. Aidé de deux autres missionnaires, ainsi que de l'aventurier français Jean-Baptiste Dutrou-Bornier en octobre 1866, il met en place un début d'exploitation agricole et d'élevage d'animaux domestiques. Après la mort du frère Eyraud, Dutrou-Bornier se lance dans l'élevage de moutons et s'autoproclame roi de l'Île en asservissant la population, mais il meurt soudainement le 6 août 1876 à l'âge de 41 ans, quelques années après avoir reçu la visite du vice-amiral François-Théodore de Lapelin et de l'aspirant Julien Viaud (véritable nom de l'écrivain Pierre Loti) qui sont venus à bord du navire La Flore, laissée en mouillage dans la baie de Hanga Roa, le 3 janvier 1872. Voici comment Pierre Loti décrit le site de Hanga Roa durant cette période:
«  La baie d'Hanga Roa où les canots accostent d'ordinaire est demi-circulaire, dominée par des terrains en amphithéâtre sur lesquelles sont bâties 8 ou 10 cases du village [...] Toutes les case du village sont bâties sur le même modèle. »
L'île est annexée par le Chili le 9 septembre 1888. Elle compte alors 178 habitants. Atamu Tekenale, considéré comme roi par le gouvernement chilien, signe le traité. Le gouvernement chilien applique alors le « decreto supremo » qui permet au capitaine Policarpo Toro Hutardo de prendre les pleins pouvoirs et d'annexer tous les terrains de l'île en reprenant également les terres exploitées par la mission et les successeurs de Dutrou-Bornier[source secondaire nécessaire].
Entre 1896 et 1902, les Rapa Nui sont forcés à habiter dans le village de Hanga Roa, « à la pointe des fusils ». Ils sont entourés de murs et de fils barbelés, « dans un secteur qui n’excède pas 600 hectares ». Le reste de l'île est utilisé pour l'élevage de moutons.

### XXesiècle

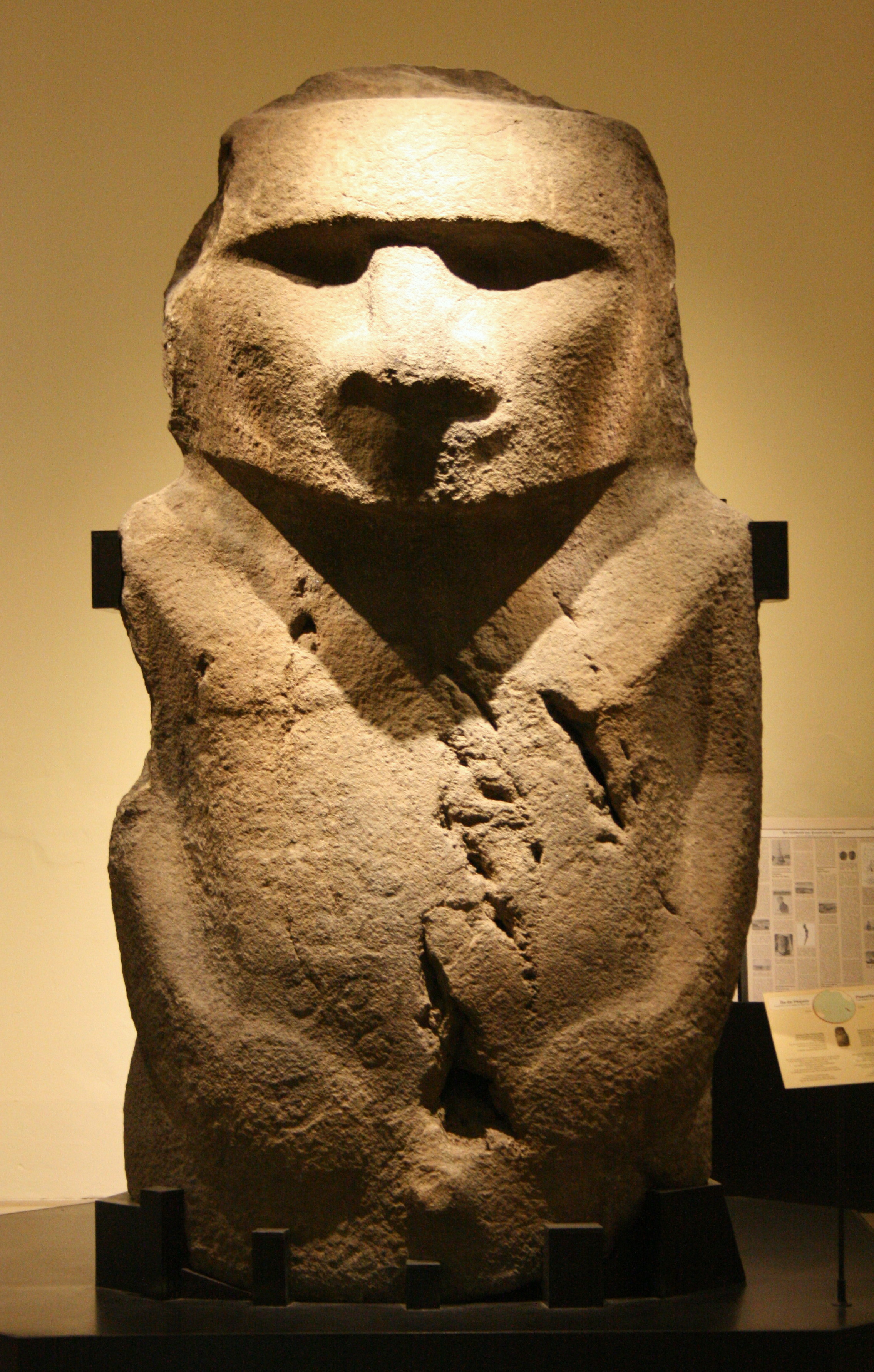
Statue de Pou Hakanononga, dieu des pêcheurs de thon (Musée du Cinquantenaire, Bruxelles).

Du 12 décembre 1934 au 2 janvier 1935, le navire-école de la marine marchande mouille dans la baie de Hanga Roa et permet le débarquement d'une expédition scientifique franco-belge, laquelle rapporte une statue (celle de Pou Hakanononga, dieu des pêcheurs de thon), actuellement conservée aux Musées royaux d'art et d'histoire à Bruxelles, ainsi qu'une tête monumentale offerte au musée du palais du Trocadéro à Paris. Les habitants n'ont pas pu donner leur avis sur le départ de cette statue, qui a été négocié entre les scientifiques franco-belges et les autorités coloniales chiliennes.
Jusqu'en 1953, la plus grande partie du territoire, sous contrôle des autorités chiliennes, est livré aux moutons de la compagnie Williamson-Balfour. Les autochtones, quant à eux, sont confinés dans l'unique agglomération de l'île, le bourg de Hanga Roa, avec interdiction d'en sortir. Hanga Roa est comparée à un ghetto par plusieurs chercheurs océanistes. De 1953 à 1966, Hanga-Roa et le restant de l’île sont sous contrôle de la marine chilienne[source secondaire souhaitée].
L'église de Hanga Roa et la paroisse de Santa Cruz sont fondées en décembre 1937. Son premier curé est le père Sebastian Englert. Bien qu'il ait célébré la messe en latin, il a prêché, entendu des confessions et catéchisé les fidèles en langue rapa nui. Il a également traduit les dévotions catholiques populaires en Rapa Nui et a encouragé le chant religieux autochtone[réf. nécessaire].
En 1965, l'armée américaine entreprend la construction d'une piste d'aviation près du village de Mataveri, proche d'Hanga Roa. En 1986, les États-Unis prolongent la piste afin de recevoir la navette spatiale américaine en cas d'atterrissage d'urgence pour les vols décollant de la base de Vandenberg en Californie, mais elle ne sera jamais utilisée. L'année suivante, le président chilien, Eduardo Frei Montalva, promulgue la loi 16.411 créant le « departamento de Isla de Pascua » permettant également d'attribuer la citoyenneté chilienne à tous les habitants de l'île avec un droit de vote. Cette loi promulgue également la création d'une municipalité insulaire et consacre l'installation de divers services publics de l'état chilien dans le territoire. L'île est alors rattachée à la région de Valparaiso du Chili. Les premières liaisons commerciales entre Santiago du Chili, Hanga Roa et Papeete (Polynésie française) débutent en 1967 et sont assurées par la compagnie aérienne nationale Lan Chile.
Durant les dernières décennies du XXe siècle, le modeste village de Hanga Roa se transforme en une petite ville avec ses équipements urbains : un marché, une école, une église puis des hôtels, une banque, un hôpital et divers autres bâtiments à vocation administrative et commerciale font leur apparition.
En 1999, Hanga Roa est décrite comme « un gros bourg aux maisons espacées dont seules les rues centrales sont alors pavées ». De nombreuses voitures circulent dans la ville, ainsi que sur la route qui mène à la plage de Anakena, et d'après le gouverneur de l'île de Pâques, la ville est la municipalité chilienne avec le plus grand nombre de véhicules motorisés par habitant.

## Politique et administration
Pour un article plus général, voir Politique à l'île de Pâques.

### Administration locale

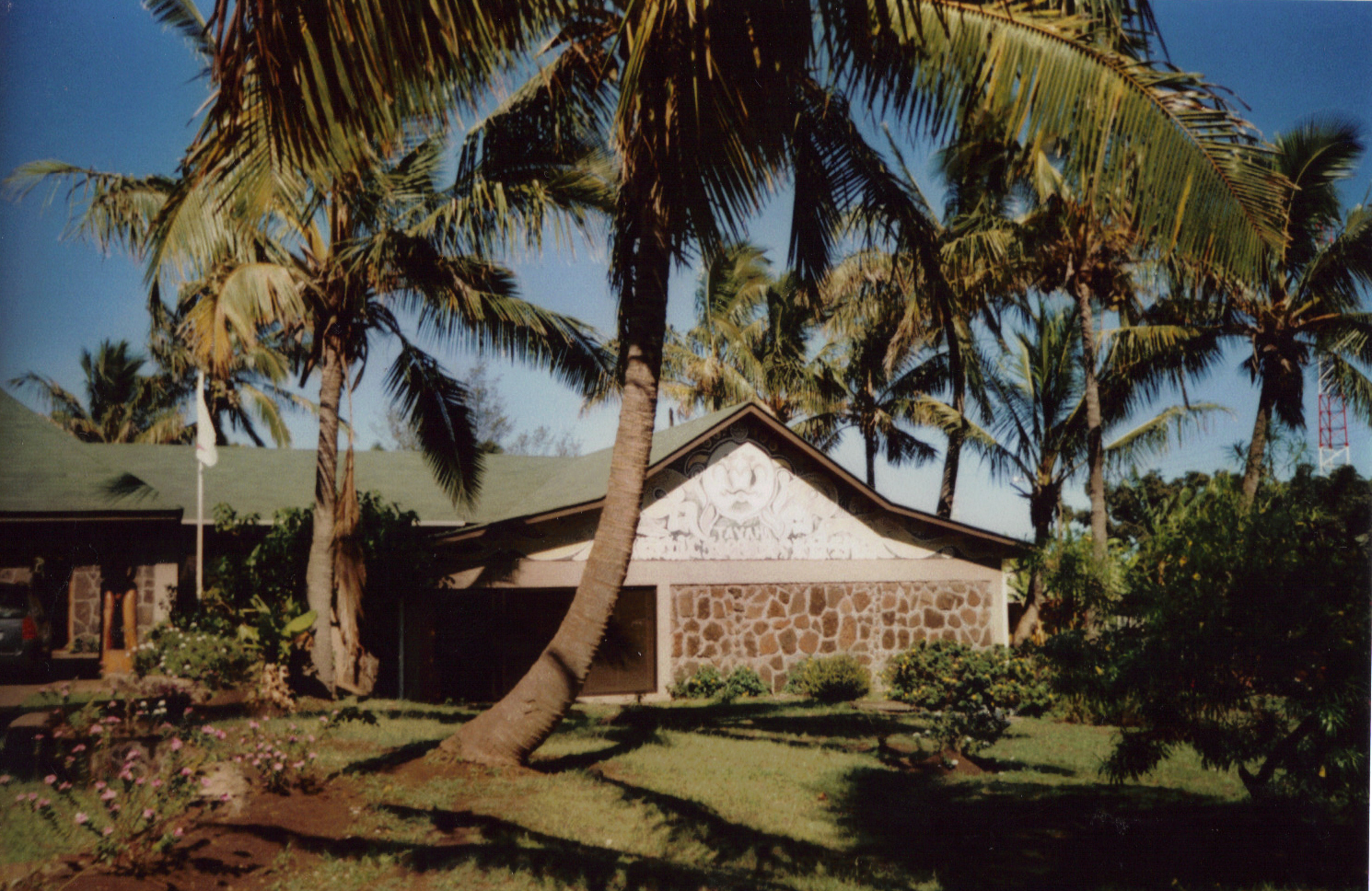
Mairie (Alcaldía) de Hanga Roa

Hanga Roa est une municipalité de la province de l'Île de Pâques qui comprend cette île et celle de Sala y Gómez. Cette municipalité est dirigée par un conseil communal composé de six membres et d'un maire (alcade). L'île est administrée par un gouverneur dont le bureau est situé à Hanga Roa[réf. nécessaire].

### Conseil des anciens de Rapa Nui
Le « Conseil des anciens de Rapa Nui » (Consejo de Ancianos) de Rapa Nui est une institution traditionnelle, dont le siège est fixé à Hanga Roa[réf. nécessaire]. Le président de ce conseil est membre de plein droit de la « Commission de développement de l'île de Pâques » (Comisión de Desarrollo de la Isla de Pascua (es)).

### Liste des maires de Hanga Roa
Voici, ci-dessous, la liste des maires (alcades) successifs de Hanga Roa depuis la création de la fonction :
| Maire                       | Début du mandat   | Fin du mandat     | Parti Politique                   |
| --------------------------- | ----------------- | ----------------- | --------------------------------- |
| Alfonso Rapu Haoa           | 1966              | 1968              | Partido Radical                   |
| Miguel Teao Riroroko        | 1968              | 1972              |                                   |
| Rafael Tuki Tepihi          | 1971              | 1972              | Partido Socialista.               |
| Ricardo Tuki Hereveri       | 1972              | 1973              | NC                                |
| Juan Edmunds Rapahango (en) | 22 octobre 1973   | 19 avril 1979     | Independiente.                    |
| Samuel Cardinali            | 19 avril 1979     | 5 novembre 1985   | Independant                       |
| Lucía Tucki Macke           | 5 novembre 1985   | 10 avril 1990     | Independant                       |
| Juan Edmunds Rapahango (en) | 10 avril 1990     | 26 septembre 1992 | Independant                       |
| Alberto Hotus Chávez        | 26 septembre 1992 | 11 octobre 1994   | Partido por la Democracia         |
| Pedro Edmunds Paoa          | 11 octobre 1994   | 6 décembre 2008   | Parti démocrate-chrétien du Chili |
| Luz Zasso Paoa (en)         | 6 décembre 2008   | 6 décembre 2012   | Parti démocrate-chrétien du Chili |
| Pedro Edmunds Paoa          | 6 décembre 2012   | En cours          | Parti démocrate-chrétien du Chili |

## Population et société

### Démographie
La revue Aviation Magazine, dans son numéro paru en juin 1963, indique une population de 1 100 habitants. En novembre 1971, la population de Hanga Roa est estimée à environ 1 200 habitants, puis 2 500 habitants en 1995. En 2002, près de 3 304 personnes habitaient Hanga Roa, représentant environ 87 % de la population de l'île[réf. nécessaire].
En 2017, la population est estimée à 7 322 habitants, les personnes de 0 à 14 ans représentent presque 21% de la population et les personnes de plus de 65 ans représentent 6,2% du total.

### Équipements sociaux et culturels

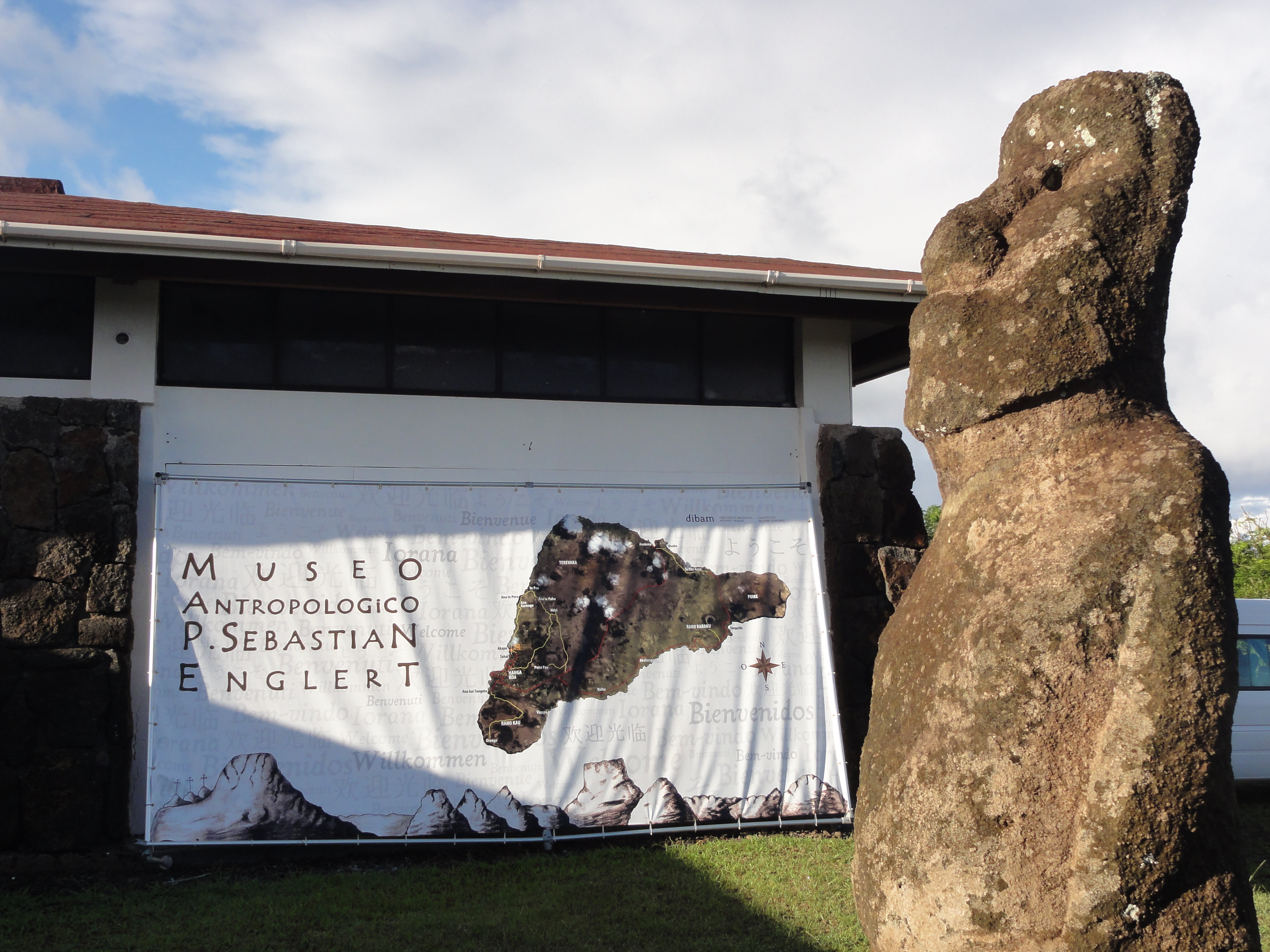
Musée Sebastian Englert.

La ville compte également une bibliothèque équipée en matériel informatique et une poste, située non loin du palais du Gouverneur.
Le seul musée de l'île est situé sur une colline près de l'océan, au nord du village, près de l'Ahu Tahai. Dénommé Musée anthropologique Père Sébastien Englert, il abrite le seul moaï clairement identifié comme féminin[réf. nécessaire].

### Équipements sanitaires

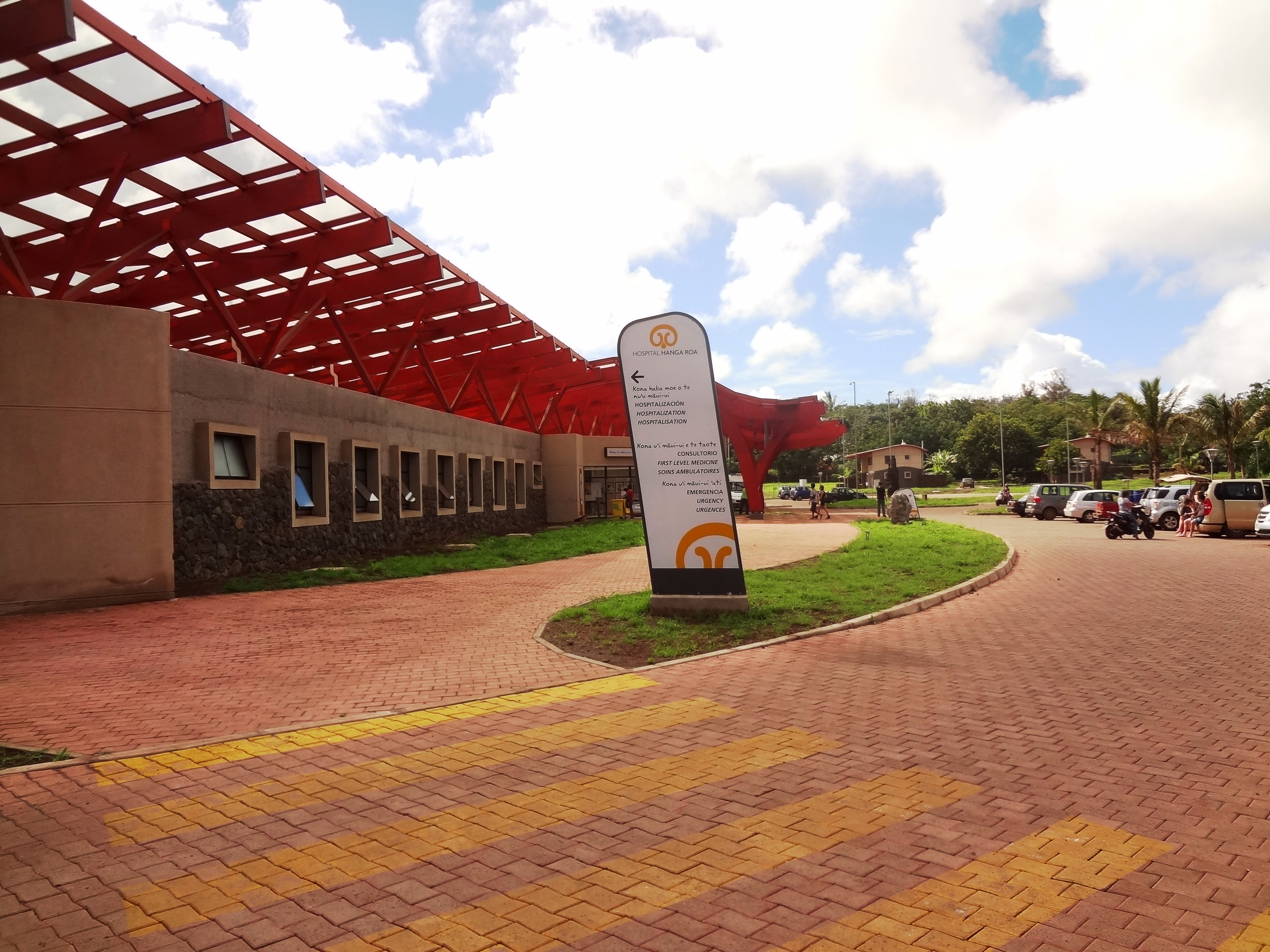
Hôpital de Hanga Roa.

L'unique hôpital de Hanga Roa, de taille modeste, appartient au réseau d'assistance du ministère de la santé du Chili (MINSAL). D'une superficie bâtie de 6 000 m2, il compte seize lits, deux blocs opératoires et une salle d'accouchement (permettant la naissance dans l'eau selon la méthode ancestrale). Il est doté de panneaux solaires et d'un système de recyclage des eaux de pluie et des eaux grises. L'établissement a bénéficié d'une importante refonte de son infrastructure dans les années 2010.

### Enseignement
Le colegio Lorenzo Baeza Vega, située dans la commune, propose un enseignement bilingue polynésien rapanui / espagnol ; il est reconnu par le ministère de l'Éducation du Chili.
Le lycée Aldea Educativa propose à ses étudiants les modalités « Humaniste Scientifique », « Tourisme et Agriculture », à partir de la 2e année de l'enseignement secondaire. Il est également reconnu par le ministère de l'Éducation comme école artistique et aussi comme « especial singularidad »[Quoi ?], du fait de son multiculturalisme.

### Activités sportives
Côté loisirs, les plongeurs apprécient une visibilité unique au monde jusqu'à soixante mètres. La température de l’eau, 20 à 22° est beaucoup plus fraîche qu’à Tahiti mais les fonds permettent de découvrir de nombreuses formations coralliennes habitées par les poissons tropicaux.[source secondaire nécessaire]
Il existe de nombreux endroits pour pratiquer le surf autour de Hanga Roa et ceux-ci semblent être appréciés par les pratiquants de ce sport[source insuffisante].
Situé à proximité du port, l'estadio Municipal de Hanga Roa est le seul stade officiel de l'île. Il a été inauguré le 27 janvier 2014 par les anciens footballeurs Pelé et Elías Figueroa, vice-président honoraire de la société municipale des sports de l'île de Pâques et peut accueillir jusqu'à 3 000 personnes.
En 2009, l’ANFA (fédération nationale du football amateur) a invité la sélection de Rapa Nui à lancer la Coupe du Chili ici contre le club Social y Deportivo Colo-Colo, basé dans le quartier de Macul à Santiago-du-Chili.

### Activités festives et culturelles

#### Tapati Rapa Nui

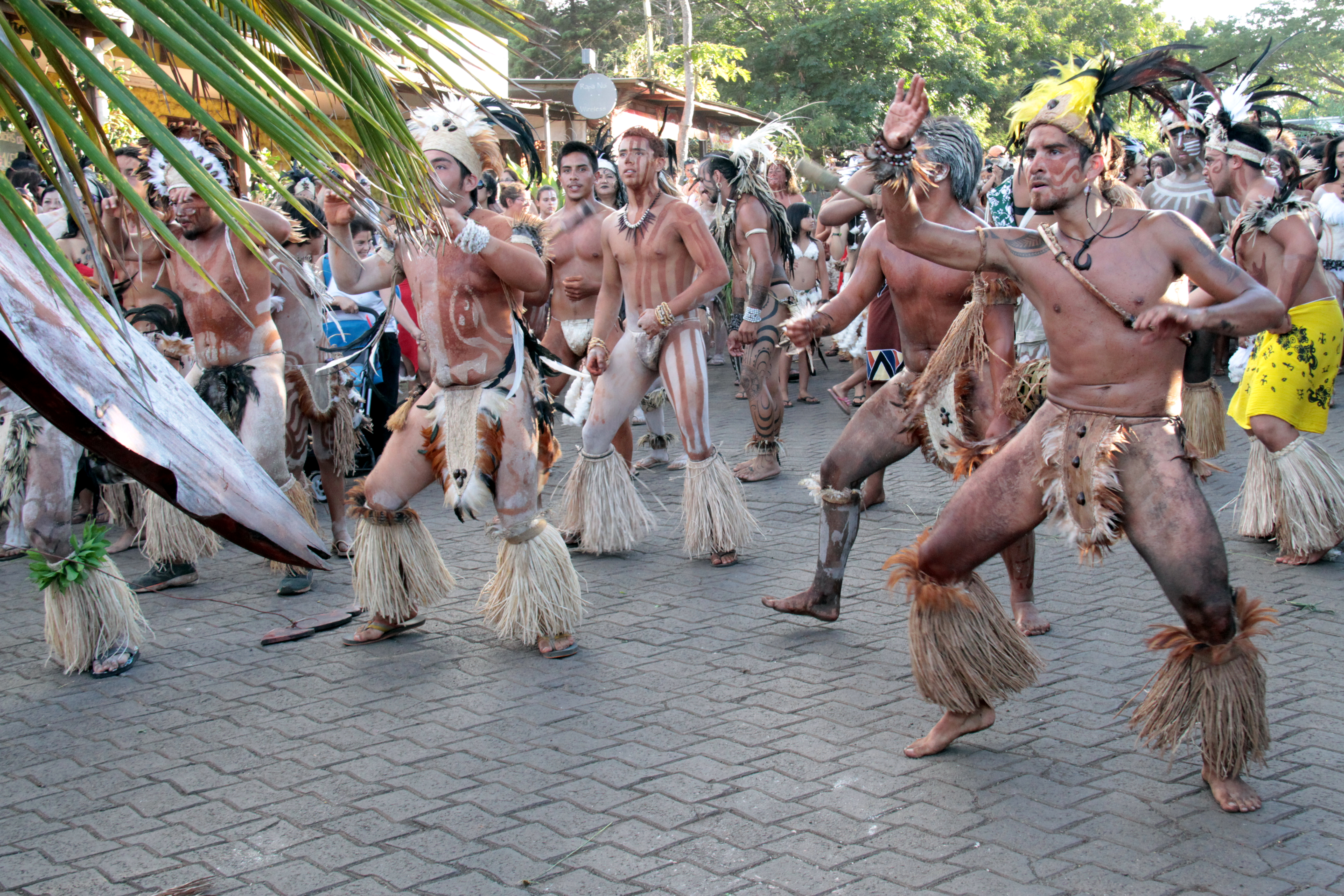
Démonstration de danse Rapa Nui durant le festival Tapati à Hanga Roa (2013).

Cette fête, devenue au fil du temps un véritable festival, se déroule au début du mois de février. Elle s'est tout d'abord développée dans le quartier de Hanga Vare Vare, au nord de la ville, avant de s'étendre sur tout le territoire de l'île.
Cette festivité se compose de plusieurs animations dont l'élection de la reine Tapati et permet aux indigènes de l'île la préservation de leur identité et de leurs terres, en témoignant du patrimoine matériel et immatériel de leur culture ancestrale. Les sites séculaires tels que l’Ahu Tongariki, la plage d'Anakena, ou encore le centre cérémoniel de Tahai sont également utilisés pour diverses activités culturelles[source insuffisante].

#### Autres festivités
La fête de Tangata manu (dite fête de l'homme oiseau) au début du printemps austral (juillet à octobre) s'est déroulé sur le site d'Orongo jusqu'en 1866. Des célébrations historiques peuvent être organisées localement durant cette période à des fins surtout touristiques.

### Médias
Te Rapa Nui est le seul périodique distribué dans la ville de Hanga Roa.

## Économie

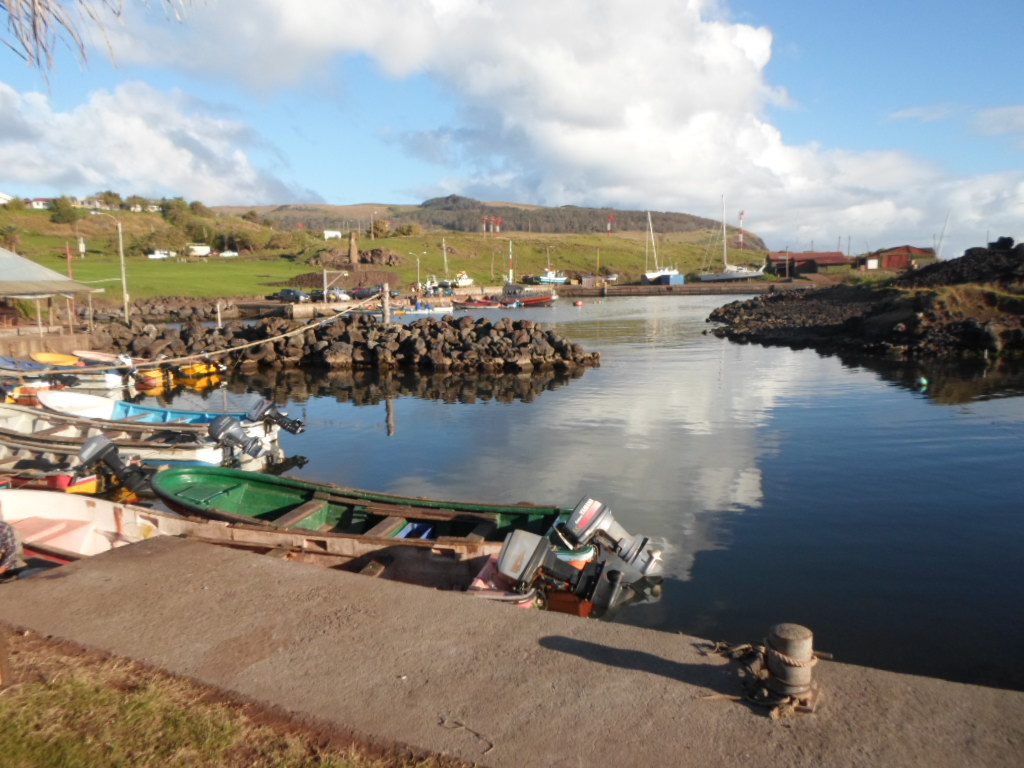
Port de pêche de Hanga Piko.

### Tourisme
En 2013, l'ancien maire de Hanga Roa, Luz Zasso Poa, reconnait que le tourisme représente 80 % de l'économie de Rapa Nui, même s'il refuse l'idée du tourisme de masse. Chaque année, plus de 65 000 visiteurs accèdent à l'île, la plus grande partie par l'unique aéroport.
Hanga Roa abrite plusieurs hôtels, des restaurants et de multiples magasins liés au tourisme. Les trois petits supermarchés et la pharmacie de l'île se trouvent également sur son territoire.

### Pêche
Deux petits ports sont situés sur le Pacifique : un premier, ancien, pour les petits bateaux de pêche et un second, plus récent, pour des bateaux de plaisance ou des barges. Le port de pêche dénommé Hanga Piko (caleta en espagnol) s'articule autour d'une exploitation artisanale et familiale (thons ou barracudas, parfois langoustes), mais reste menacé par la pêche industrielle, effectuée par des navires illégaux. En 2015, un projet de réserve naturelle prévoit une première zone encerclant l’île jusqu’à 80 kilomètres des côtes, où seule la pêche de subsistance serait autorisée, laquelle a été acceptée par l'assemblée locale des autochtones de Rapa Nui. Sa superficie est de 720 000 km2.
Plusieurs projets ont été présentés afin de réorganiser et urbaniser le port de Hanga Piko en une grande porte maritime du territoire de Rapa Nui. Un agrandissement du quai afin de faciliter le débarquement des marchandises ainsi que des touristes participant aux croisières est un élément essentiel de ces projets. Il est également prévu de réaménager les installations de pêche et nautiques.

## Culture et patrimoine

### Monuments et sites
À l'exception de l'Aho ko te Riki, la plupart des Ahu (sites cérémoniaux) et leurs statues sont situés au-delà du territoire de la municipalidad de Hanga Roa, mais la ville compte cependant quelques sites et monuments :

#### Église Santa Cruz
L'église Santa Cruz est la seule église catholique de Hanga Roa et de toute l'île. Construite en 1937, elle présente la caractéristique d'un mélange entre le symbolisme catholique et la mythologie des habitants de l'île, largement observable lorsqu'on découvre sa façade principale et qui se répète quand on pénètre à l'intérieur du bâtiment[réf. nécessaire].
Les piliers de la façade sont richement décorés de motifs typiquement pascuans. À l'intérieur, le visiteur peut découvrir une sculpture de l’archange Saint-Michel et une statue de Saint François d'Assise aux bras tendus avec une expression hiératique évoquant un moai. La base des fonts baptismaux représente une divinité Rapanui et la partie supérieure est ornée de symboles évoquant le système de signes rongo-rongo. Sur la droite de l’autel principal, le visiteur peut découvrir l’autel dédié à Santa María de Rapa Nui, patronne et protectrice de l’île. Cette invocation de la Vierge a été taillée dans un tronc de Miro tahitien et il est considéré comme la première sculpture chrétienne propre aux Rapa Nui et réalisée en 1970 par des artisans locaux.

Quelques photos de l'église Santa Cruz de Hanga Roa
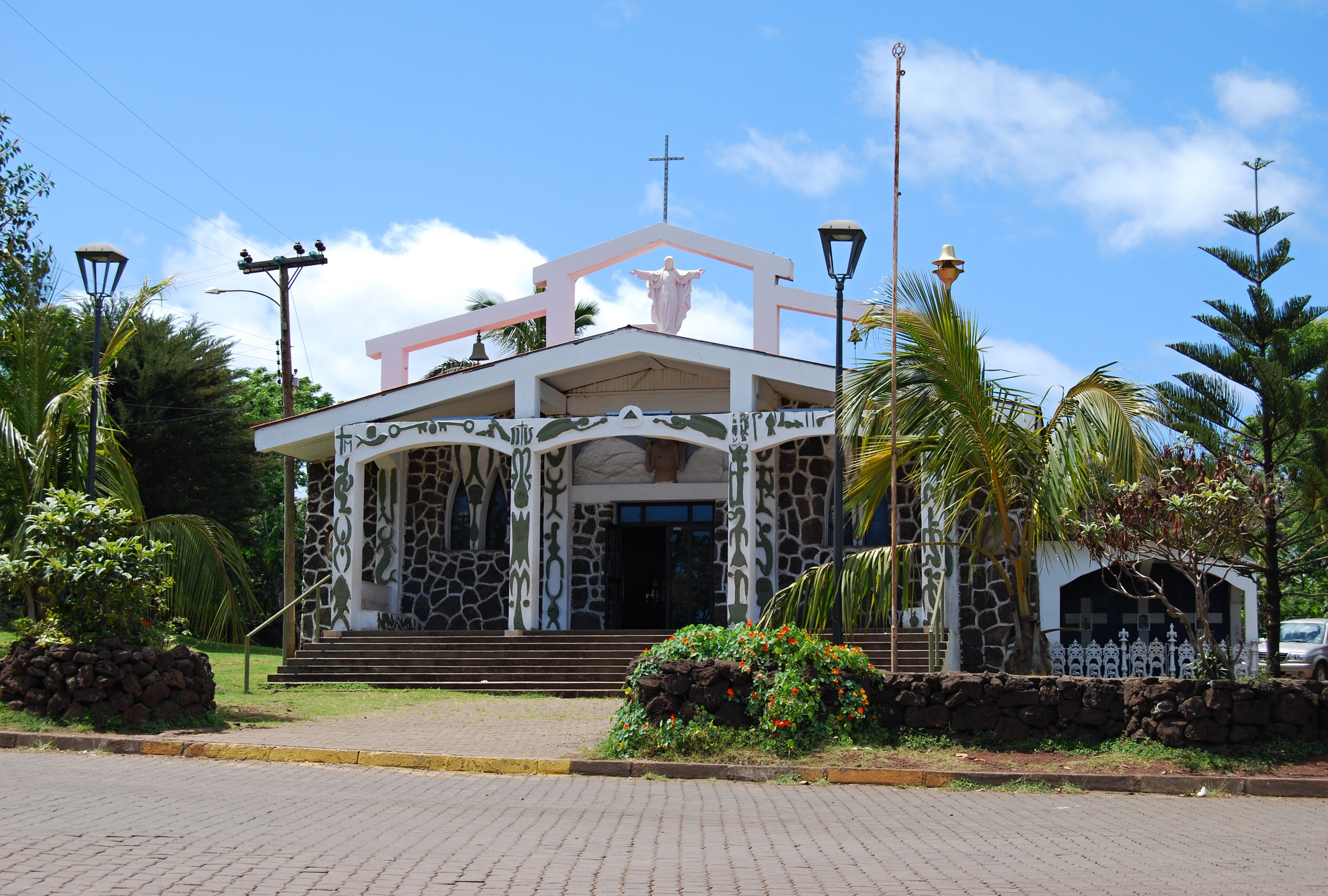
Vue extérieure (le jour)
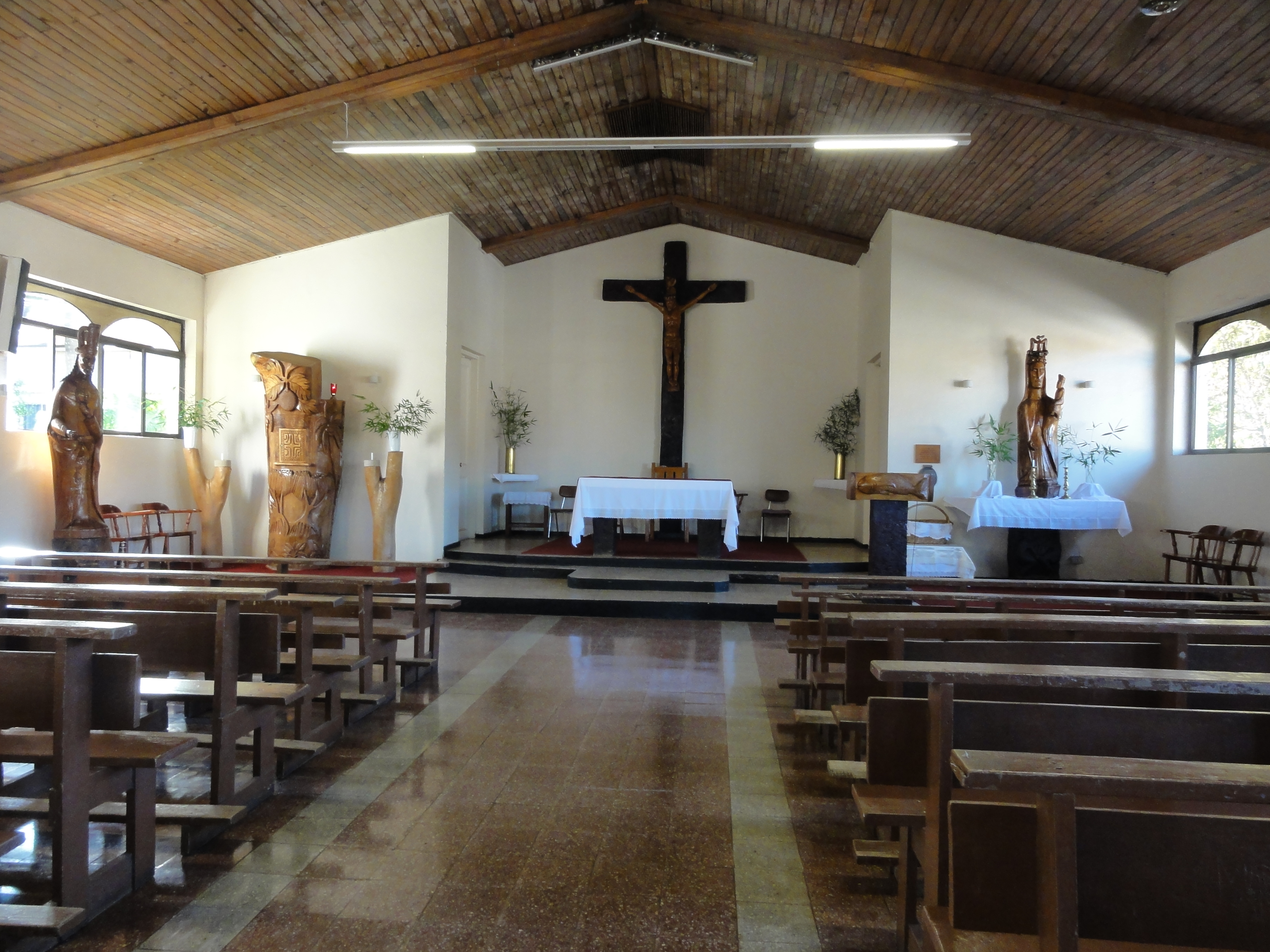
Vue intérieure
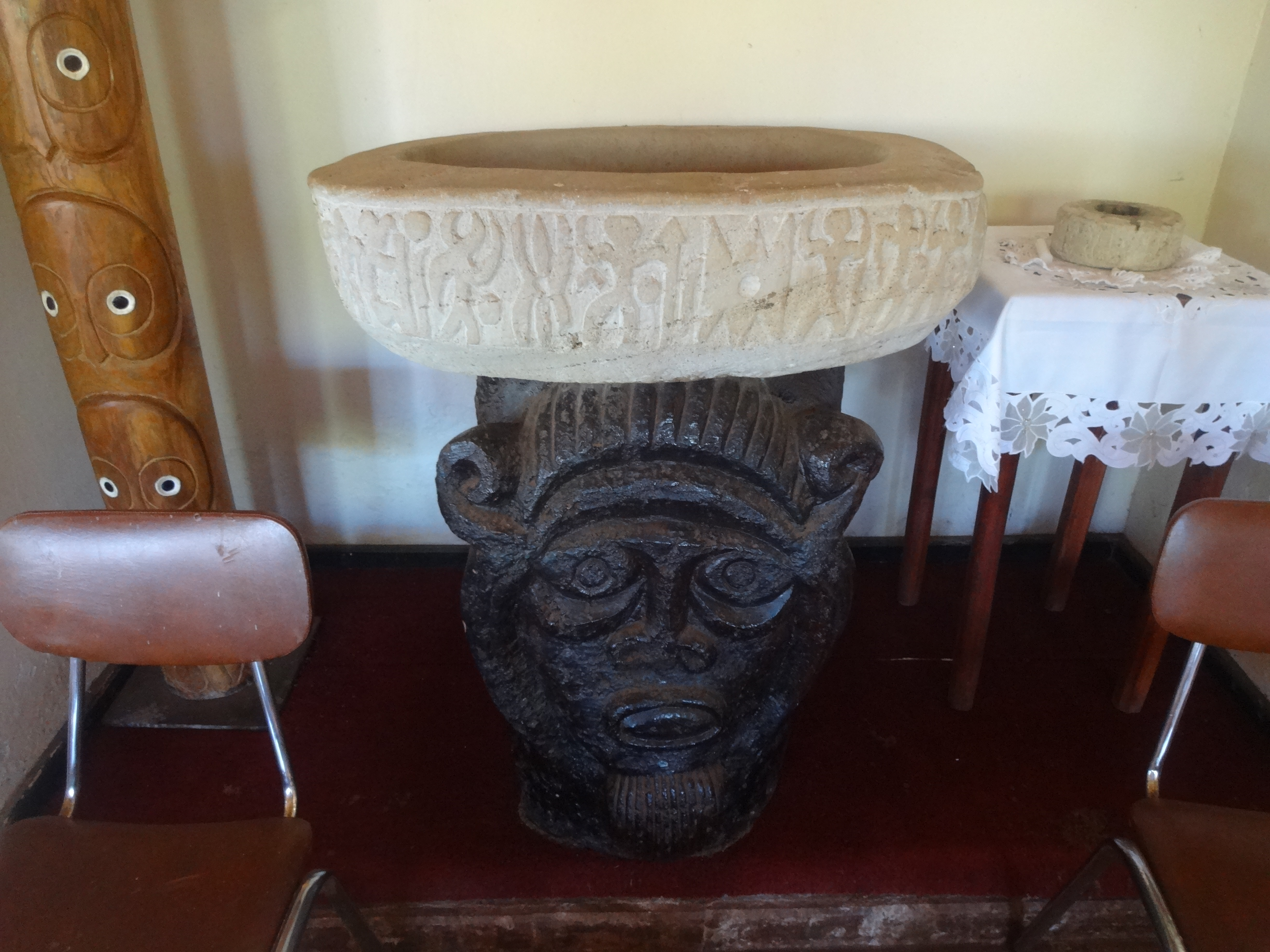
Fonts baptismaux
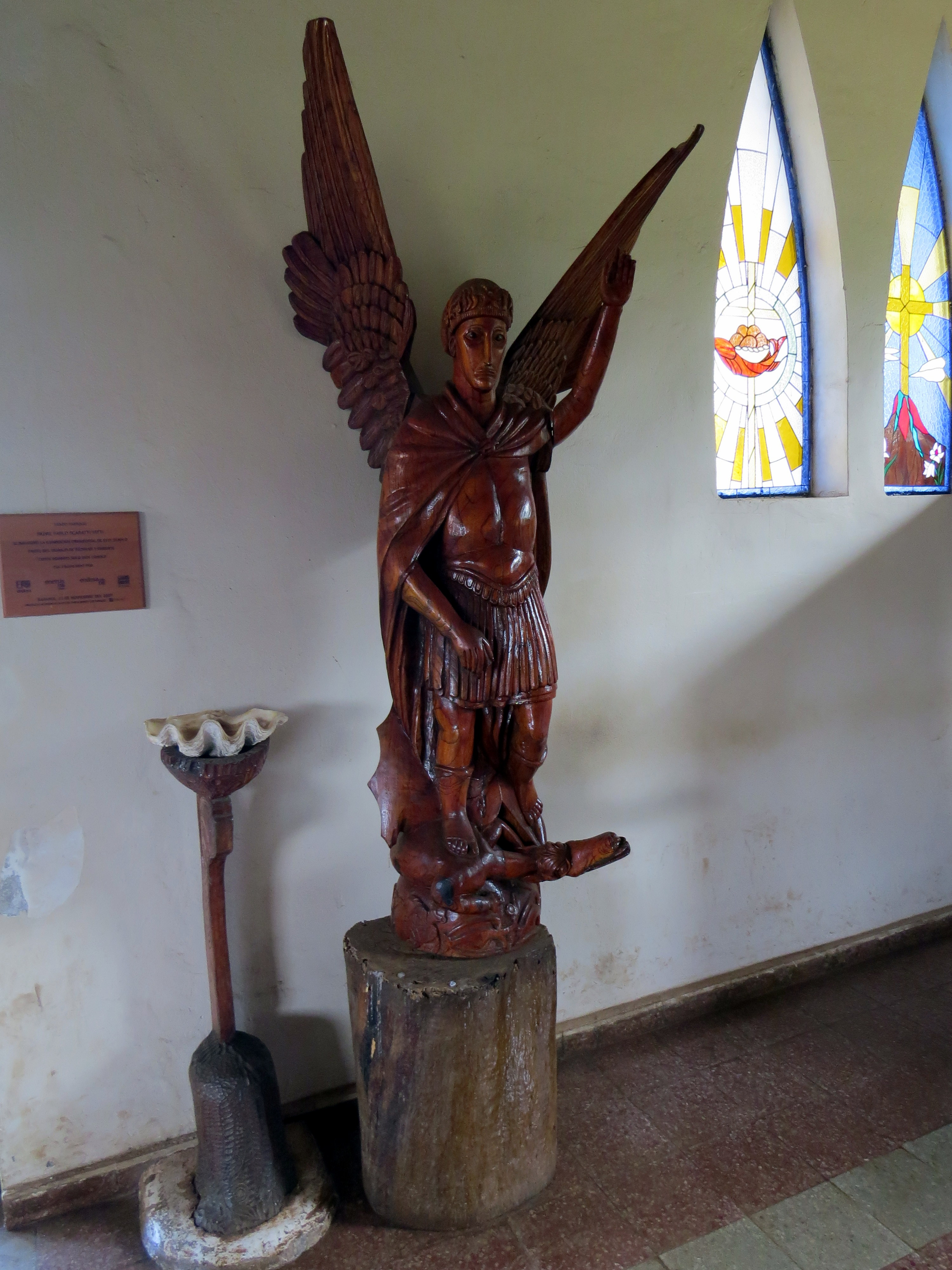
Statue de l'Ange Gabriel
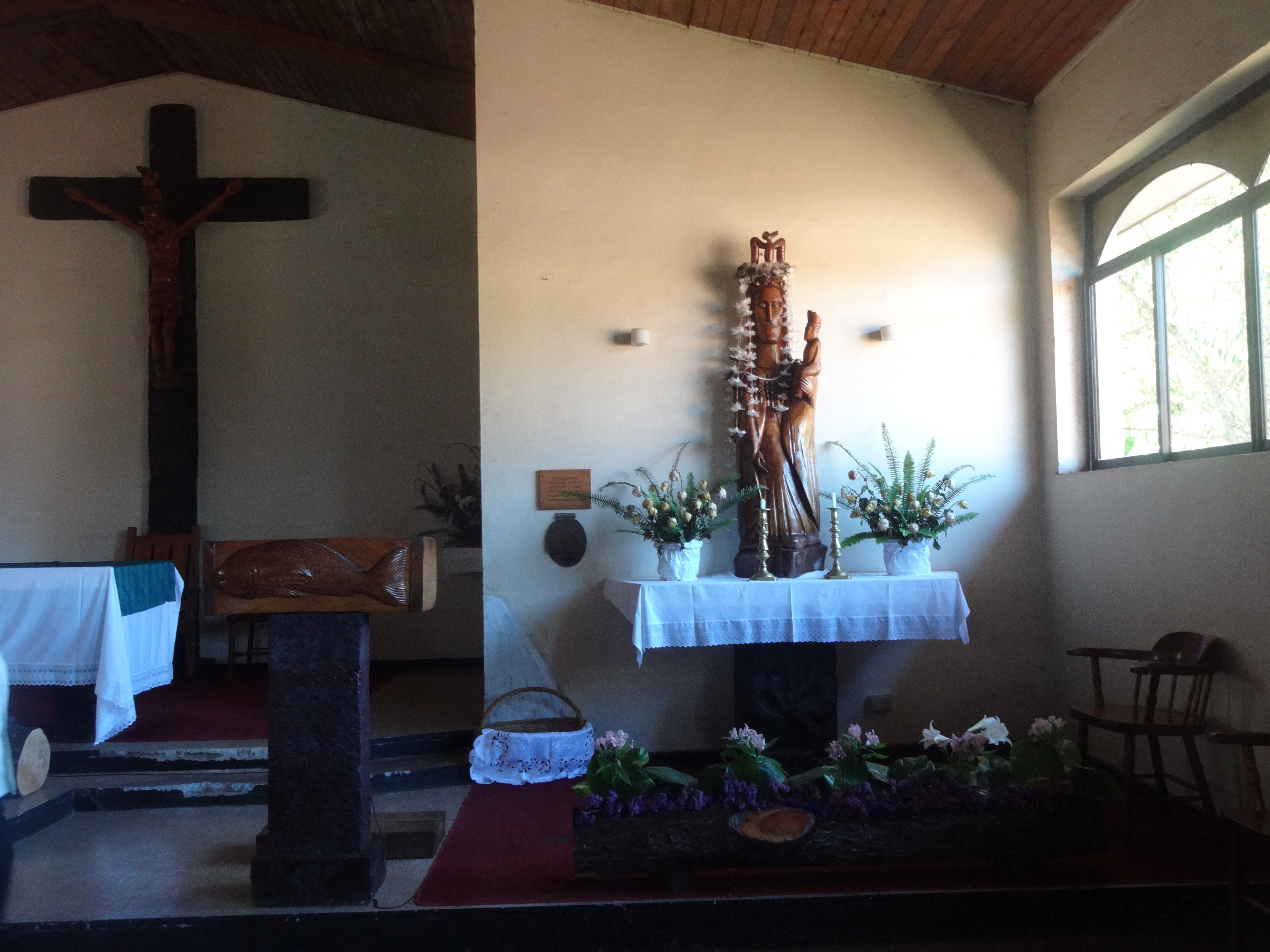
Autel annexe dédiée à Santa Maria de Rapa Nui
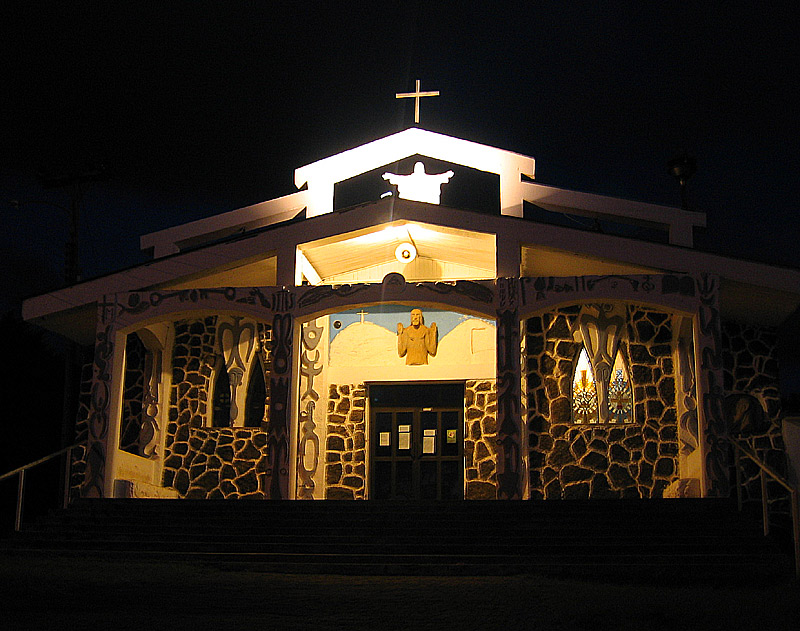
Vue extérieure (la nuit)

#### Jardin botanique

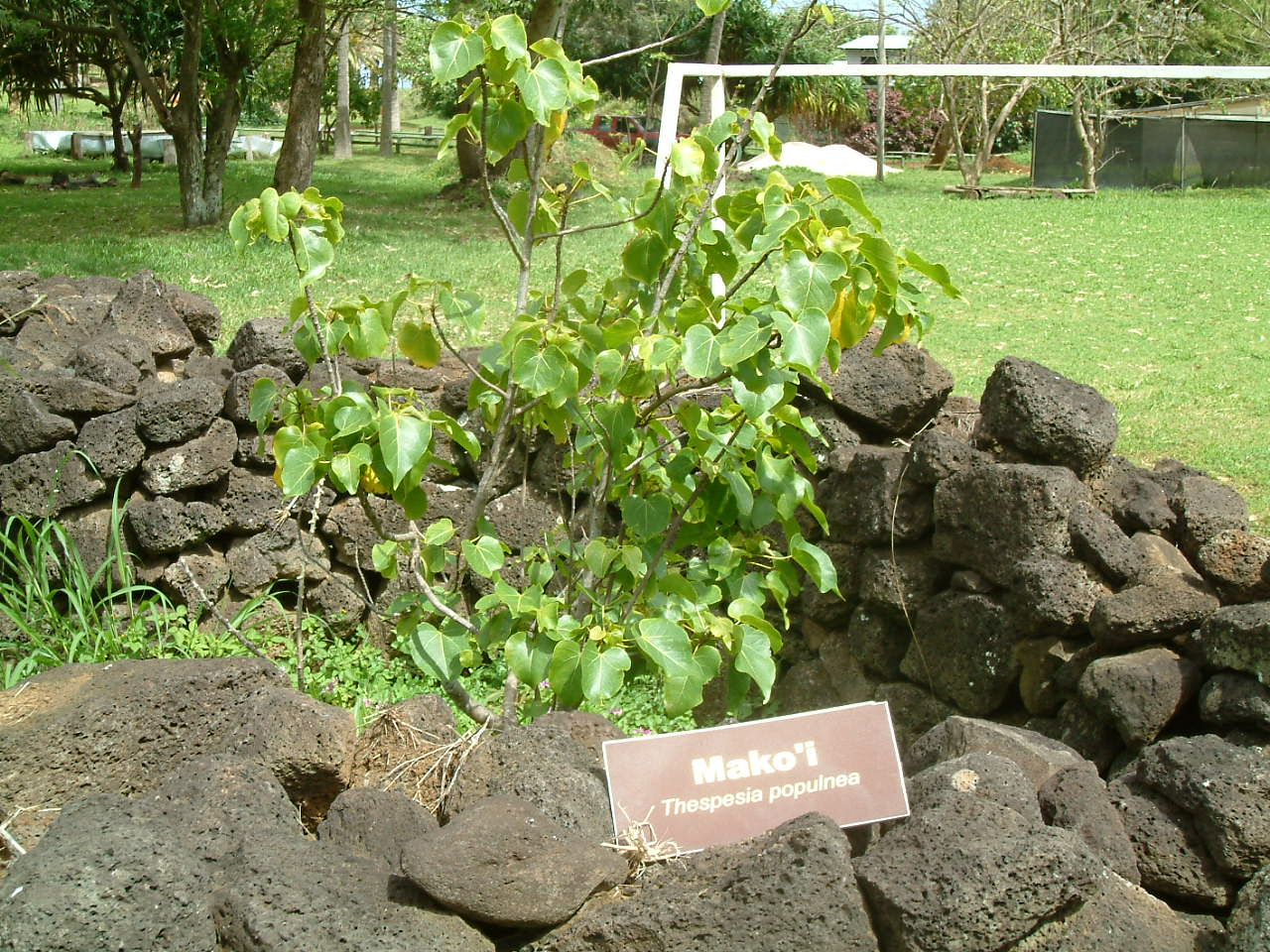
Exemplaire de Thespesia populnea au jardin botanique de Hanga Roa.

En plein centre-ville, non loin de l'église, un petit jardin botanique dénommé « Tau Kiani » , d'initiative privée, présente quelques espèces endémiques dans un cadre où est reconstituée une habitation traditionnelle en forme de coque de bateau renversée.

#### Cimetière Tahai
Ce cimetière se situe sur la côte ouest, très proche du secteur de Tahai, à environ trente mètres de la mer. À l'instar de l'église Santa Cruz, certaines pierres tombales sont ornées de motifs qui mêlent l’iconographie du christianisme et des croyances et coutumes locales. Au centre de ce cimetière, une grande croix de scories rouges a été sculptée sur la base un ancien pukao de l'unique moai de l'Ahu Ko Te Riki, ancien centre cérémonial de Tahai.

#### Grotte d'Ana Kai Tangata
Cette grotte qui a joué un rôle important dans l'histoire de Rapa Nui, en raison de sa relation avec la cérémonie Tangata-Manu ou Homme-Oiseau et dont le nom signifie « la grotte où l'on donne à manger à donner aux hommes » (et non la « grotte des cannibales » comme certains écrits ont pu l'indiquer autrefois) est située en bordure immédiate de l'océan Pacifique.
Cette grotte, d'accès facile depuis la route se positionne plus précisément au bout de la piste d'aviation, au niveau du faubourg de Mataveri, au sud du territoire de Hanga Roa.

#### Puna Pau
Le Puna Pau est un petit cratère ou cône volcanique, situé à l'est de Hanga Roa. Une carrière de scories rouges se situe au cœur de ce cratère, celle-ci a été utilisée pour sculpter le pukao, sorte de chignon, placé sur la tête des moaï[réf. souhaitée].

Quelques photos de la ville de Hanga Roa
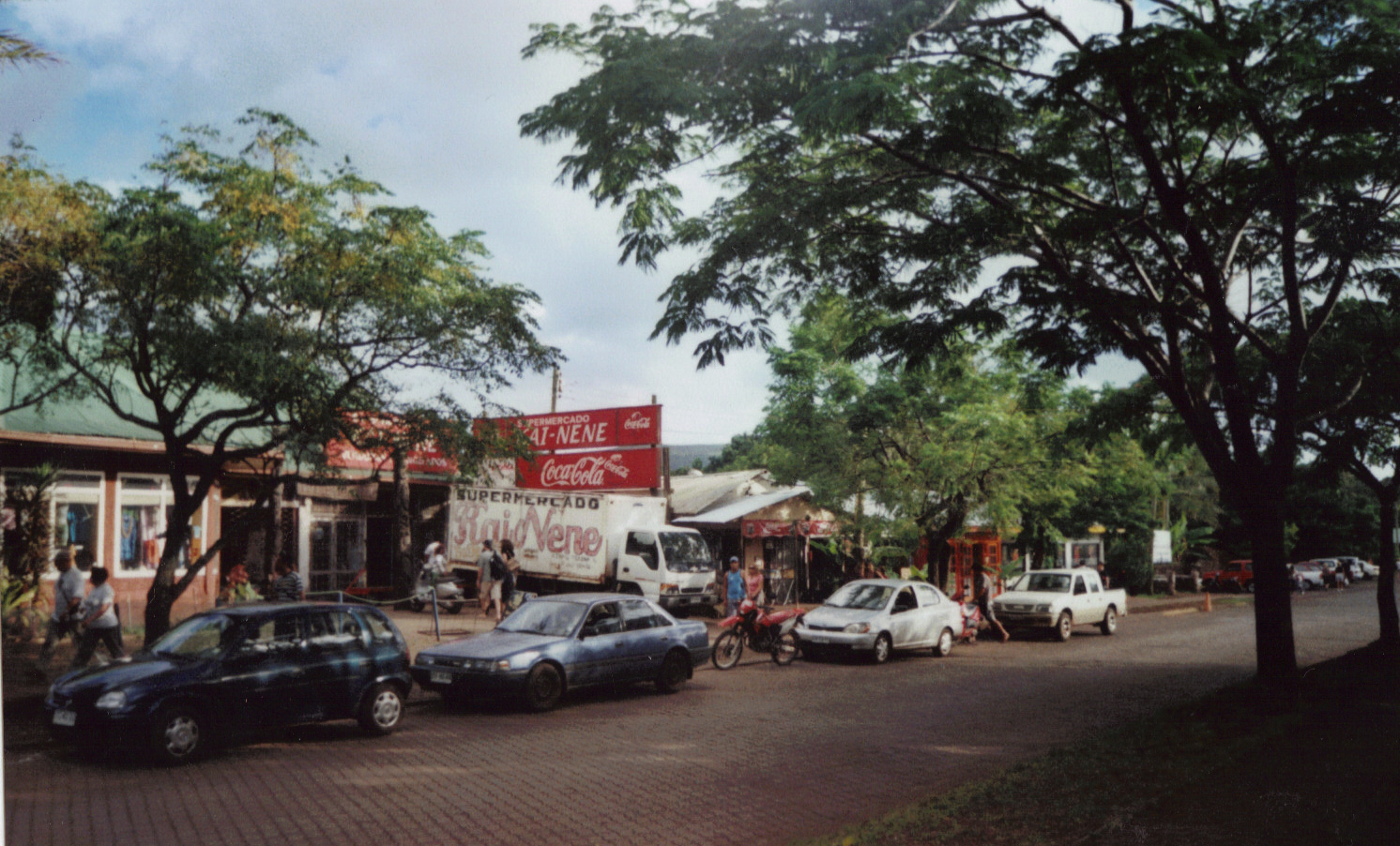
Rue principale de Hanga Roa.
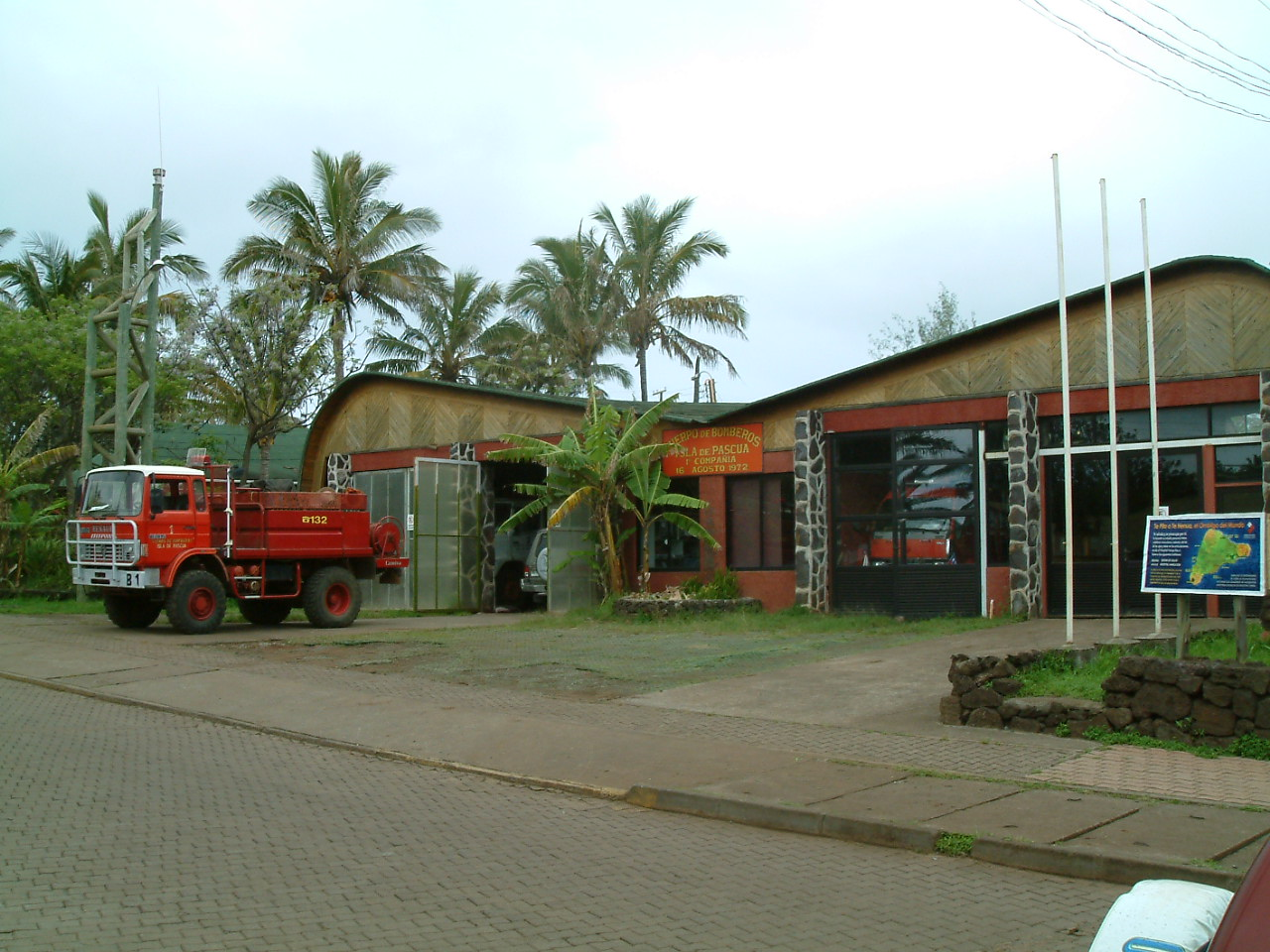
Caserne des Pompiers de Hanga Roa
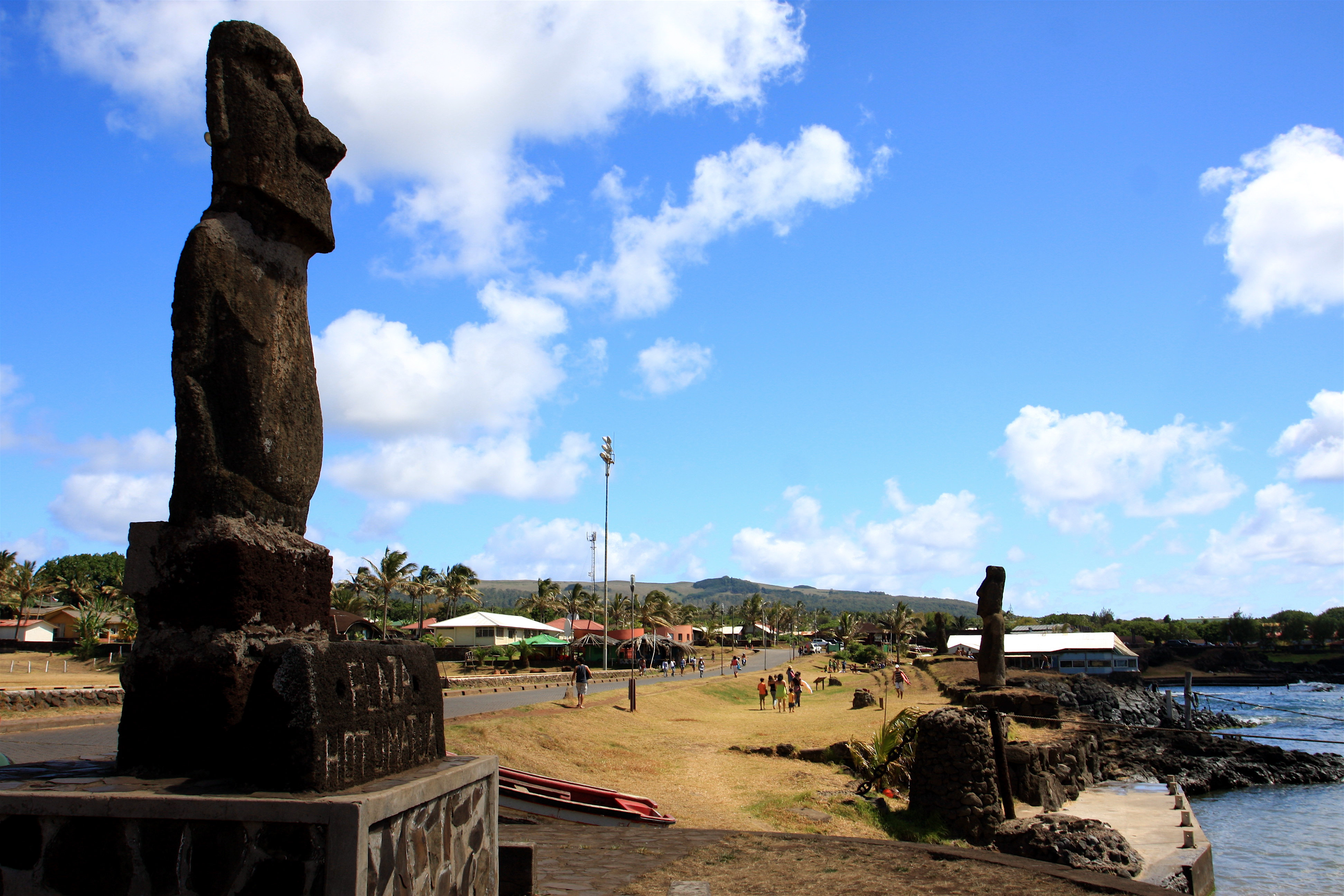
Place Hotu Matua
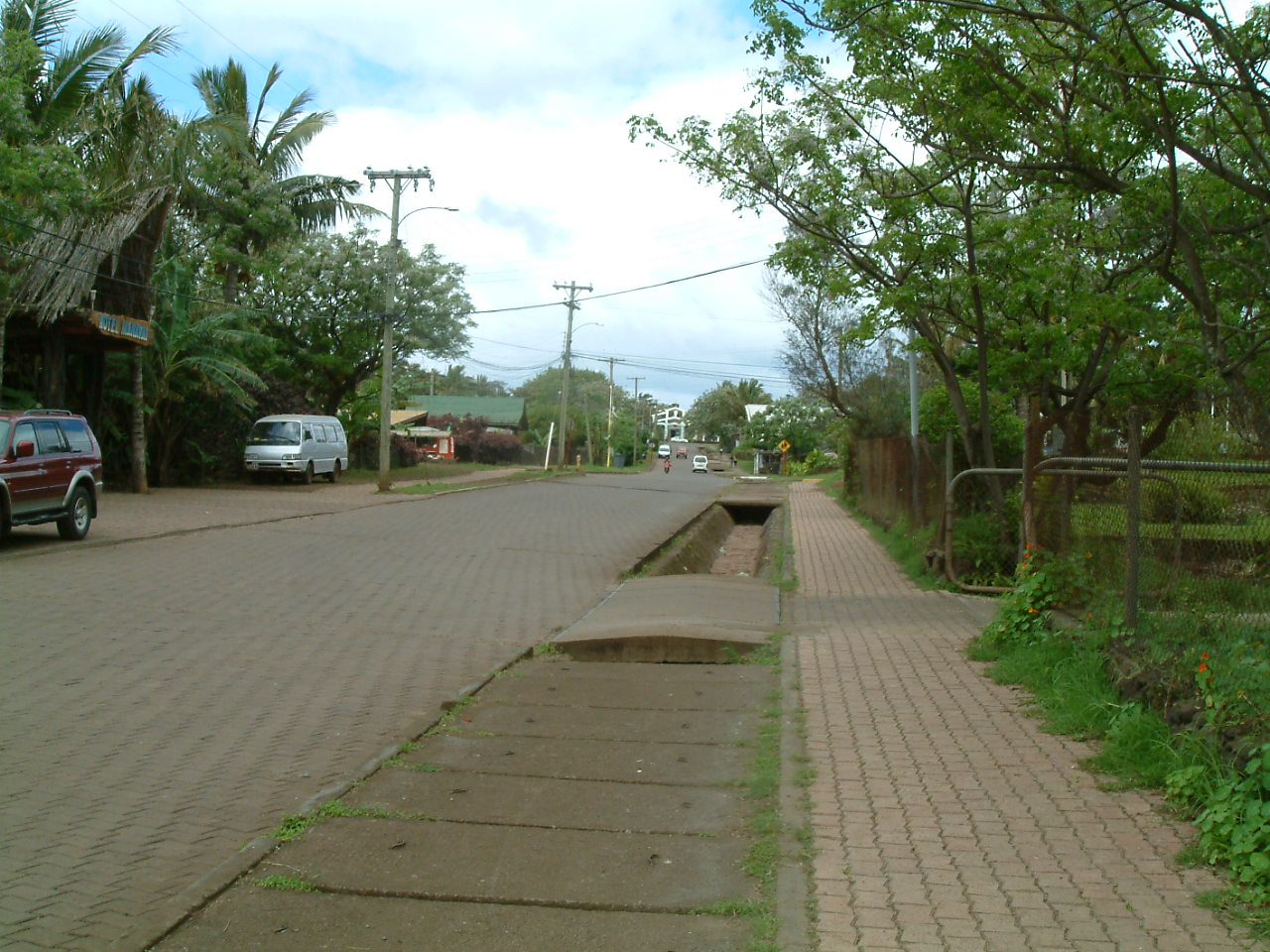
Rue transversale de Hanga Roa
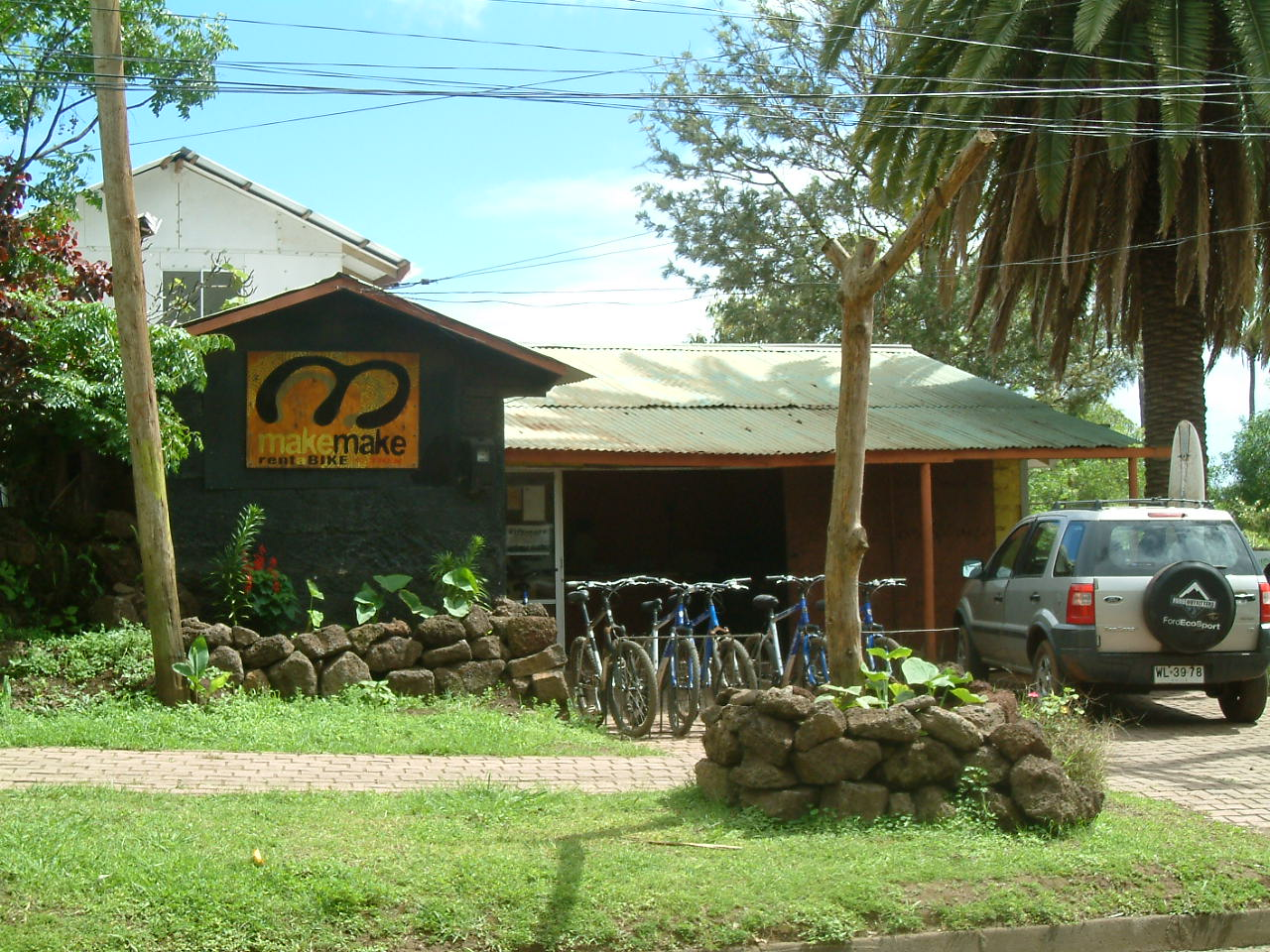
Boutique de cycle à Hanga Roa
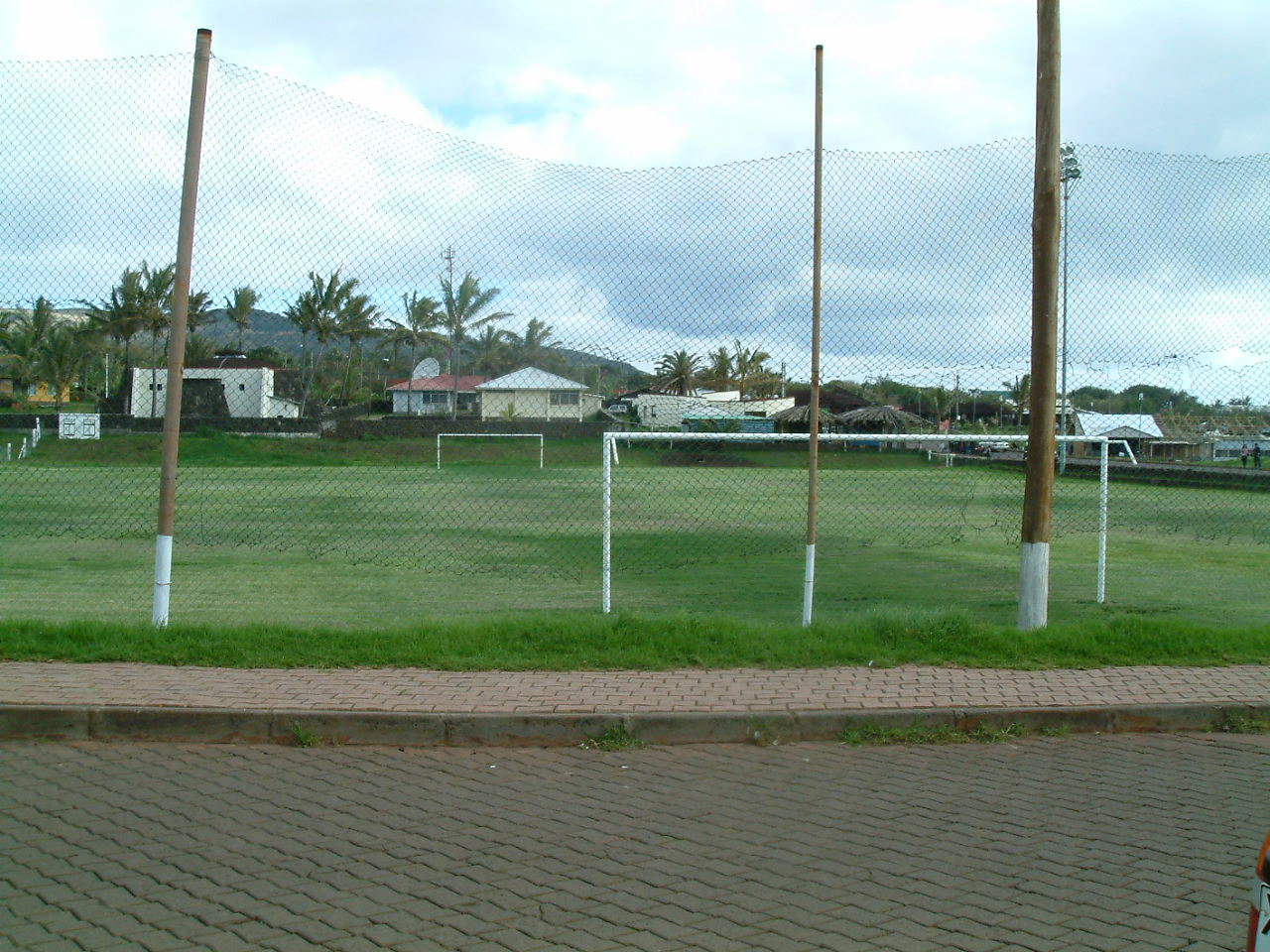
Stade de Hanga Roa

### Personnalités liées à la ville

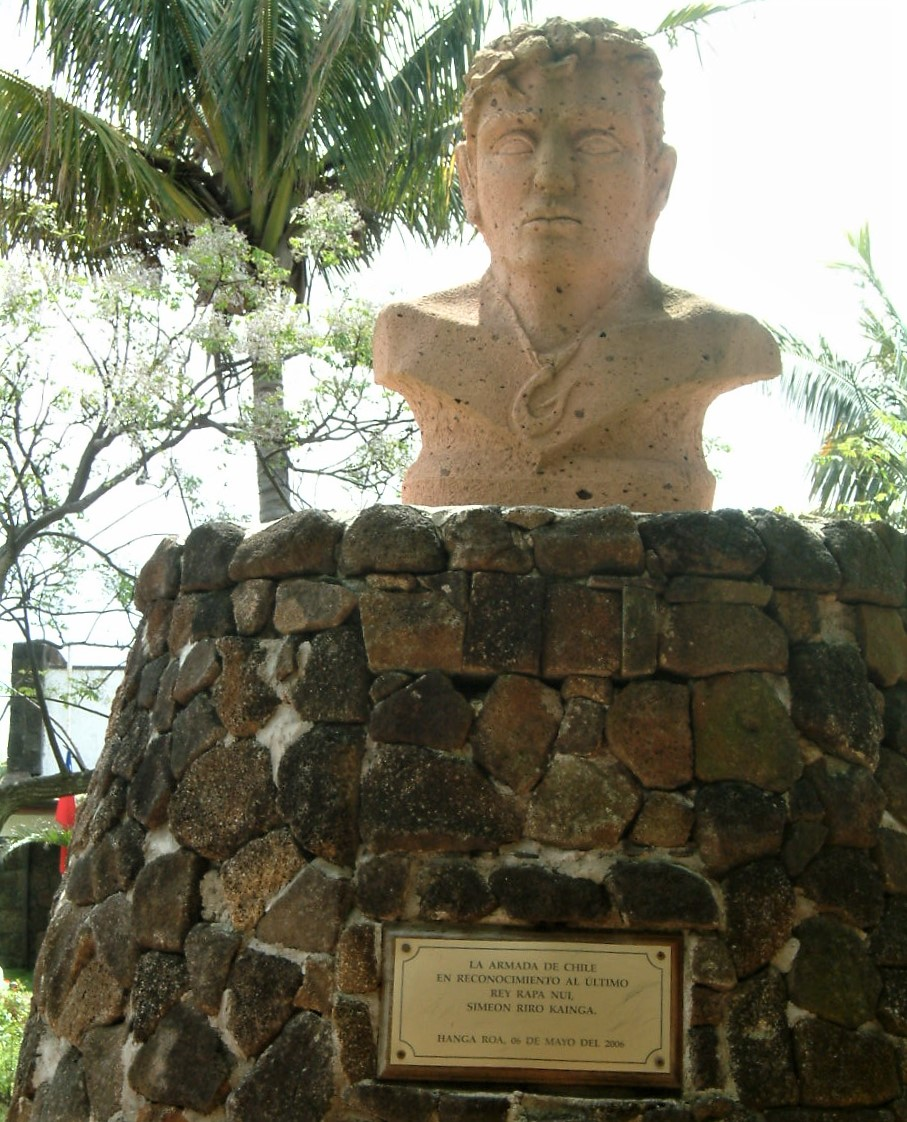
Buste de Riro Kāinga (Hanga Roa).

L'église Santa Cruz de Hanga Roa abrite la tombe d'Eugène Eyraud, le premier missionnaire chrétien de l'île, décédé en 1864. Sur la dalle, une inscription présente l'homme en ces termes: 
«  Rapa Nui au frère Eyraud qui, d'ouvrier mécanicien, devient ouvrier de Dieu et fit la conquête de l'île pour Jésus-Christ. »
De nombreux habitants de la ville de Hanga Roa portent (en partie) le patronyme « Pont », tels que les « Pont Hill », les « Pont Paté », les « Araki Pont », les « Pont Icka » ainsi que d'autres familles. Ils sont tous les descendants de Jean-François Pont, charpentier au port de Brest (France) et son fils Vincent Marie qui s'installa à Hanga Roa pour y épouser une polynésienne et y resta jusqu'à sa mort, en 1946, à l'âge de 80 ans.
Le buste de Siméon ou Timeone Riro ʻa Kāinga Rokoroko He Tau, généralement évoque sous le nom de Riro Kainga est visible dans le parc de la ville. Il est présenté comme le dernier 'ariki (roi) de Rapa Nui de 1892 jusqu'à sa mort (1898 ou 1899)[réf. nécessaire].

### Sources universitaires
1. ↑  (en) Riet Delsing, Articulating Rapa Nui: Polynesian Cultural Politics in a Latin American Nation-State, University of Hawaii Press, 31 mai 2015 (ISBN 978-0-8248-5461-4, lire en ligne)
2. 1 2  (en) Johann Reinhold Forster, Georg Forster et Karl Heinz M. Rensch, The Language of the Noble Savage, Archipelago Press, 2000 (ISBN 978-0-9577315-1-6, lire en ligne), p. 299
3. 1 2  Roland Paskoff, « Aspects géomorphologiques de l'île de Pâques (Morphological features of the Easter Island) », Bulletin de l'Association de Géographes Français, vol. 55, no 452,‎ 1978, p. 147–157 (DOI 10.3406/bagf.1978.5026, lire en ligne, consulté le 28 août 2022)
4. ↑  Henri Lavachery, « Archéologie de l'Ile de Pâques. Le site d'Anakena », Journal de la Société des Océanistes, vol. 10, no 10,‎ 1954, p. 133-158 (DOI 10.3406/jso.1954.1814, lire en ligne, consulté le 28 août 2022)
5. ↑  Numa Broc, Dictionnaire des Explorateurs français du XIXe siècle, t. 4, Océanie, CTHS, 2003, p. 161.
6. 1 2 3 4  Diego Muñoz Azócar, Diaspora Rapanui (1871-2015). L’île de Pâques, le Chili continental et la Polynésie française : une ethnographie historique de la mobilité dans une société transnationale (Thèse de doctorat en anthropologie sociale et ethnologie), Marseille, École des hautes études en sciences sociales, 22 juin 2017, 768 p., p. 91, 94
7. ↑  Christian Coiffler, « Gestation des villes du XXIe siècle dans les archipels mélanésiens », Journal de la Société des Océanistes, vol. 103, no 2,‎ 1996, p. 131–138 (DOI 10.3406/jso.1996.1984, lire en ligne, consulté le 28 août 2022)
8. 1 2  Christophe Grenier, « Note de recherche – Îl…limitées ? La mondialisation géographique contemporaine des îles océaniques : Vanuatu, île de Pâques, Galapagos », Norois, nos 259-260,‎ 15 décembre 2021, p. 223–239 (ISSN 0029-182X et 1760-8546, DOI 10.4000/norois.11259, lire en ligne, consulté le 28 août 2022)
9. ↑  (en) Thomas S. Barthel, The Eighth Land: the Polynesian Settlement of Easter Island, Honolulu, University of Hawaii, 1978, (page à préciser)
10. ↑  Bulletin de la Société des études océaniennes N°224, 1983, page 1419

### Articles de presse
1. ↑  « Séisme de magnitude 7,2 au sud de l'île de Pâques », sur La Presse, 8 octobre 2014 (consulté le 1er août 2022)
2. ↑  Le Courrier du Vietnam, « Un séisme de magnitude 5,7 frappe le Sud-Est de l'île de Pâques », sur lecourrier.vn, 14 mai 2020 (consulté le 1er août 2022)
3. ↑  « Pâques, l’île fantastique », Le Monde.fr,‎ 29 décembre 2017 (lire en ligne, consulté le 28 août 2022)
4. ↑  « Sur l’île de Pâques, les guetteurs de l’océan », Le Monde.fr,‎ 3 octobre 2015 (lire en ligne, consulté le 28 août 2022)
5. ↑  « L'île de Pâques tentée par l'indépendance », Le Monde.fr,‎ 4 janvier 2013 (lire en ligne, consulté le 28 août 2022)
6. ↑  Sébastien Deslandes, « La bataille gagnée des Rapa Nui à l'île de Pâques », sur Le Monde diplomatique, 1er novembre 2015 (consulté le 28 août 2022)
7. ↑  « Environnement – Une réserve marine au large de l'île de Pâques », sur Tribune de Genève (consulté le 28 août 2022)
8. ↑  « La Croix », sur Gallica, 13 décembre 1943 (consulté le 28 août 2022)
9. ↑  « Île de Pâques. Un Brestois y a fait souche », sur Le Telegramme, 24 mars 2008 (consulté le 28 août 2022)

### Autres sources
1. ↑  Google Livre "L'île de la fin du monde" du Centre d'étude sur l'île de Pâques et Polynésie éditions Place des éditeurs 2021.
2. ↑  Site passeport-monde.com, page sur l'île de Pâques, consulté le 2 février 2021.
3. ↑  « Île de Pâques: Géographie et paysages », sur Routard.com (consulté le 1er août 2022)
4. ↑  Site radiomonde.fr, page sur l'île de Pâques, consulté le 1er février 2021.
5. ↑  Site sismologue.com, article "Tremblement de terre à 241,84 km de Hanga Roa (Chili)", consulté le 3 février 2021
6. ↑  « Climat Hanga Roa: Température de l'eau à, Température moyenne Hanga Roa, Pluviométrie, diagramme ombrothermique pour Hanga Roa - Climate-Data.org », sur fr.climate-data.org (consulté le 28 août 2022)
7. ↑  Lonely Planet, Chili et île de Pâques - Ile de Pâques, Place Des Editeurs (ISBN 978-2-8161-1496-6, lire en ligne)
8. ↑  Site routard.com, page "Transports et déplacements Île de Pâques", consulté le 31 janvier 2021.
9. ↑  « Hanga Roa, capitale de l'île de Pâques », sur Imagina Rapa Nui Île de Pâques (consulté le 1er août 2022)
10. ↑  Eugène Caillot (1866-1938), Histoire de la Polynésie orientale, 1910 (lire en ligne)
11. ↑  Site laterreestunjardin.com, page "Les Moai de l’île de Pâques, mythes et histoire", consulté le 27 janvier 2021.
12. ↑  Article de Corinne Raybaud dans la Revue juridique polynésienne -  pour ce paragraphe et les suivants
13. ↑  Site diocesedegap.fr, page "Journée commémorative consacrée à Eugène Eyraud".
14. ↑  Site gallica.bnf.fr, Bulletin mensuel du comité de l'Océanie française de janvier 1923, page 7, consulté le 30 janvier 2021.
15. ↑  Association internationale des amis de Pierre Loti, « Cahiers Pierre Loti », sur Gallica, août 1959 (consulté le 28 août 2022)
16. ↑  Site voyage-ile-de-paques.com, page "Histoire de l'Île de Pâques, consulté le 30 janvier 2021.
17. ↑  « Le Courrier d'Éthiopie : journal d'informations hebdomadaire, renseignements commerciaux du carrefour de la mer Rouge, Éthiopie & pays limitrophes… », sur Gallica, 14 février 1936 (consulté le 28 août 2022)
18. 1 2 3  Sylviane Bonvin Pochstein, Magali Dufau et Lành Granier, « Repenser les collections océaniennes du muséum de Toulouse : entre histoire et nouvelle éthique », Journal de la société des océanistes, no 152,‎ 30 juin 2021, p. 49–60 (ISSN 0300-953X et 1760-7256, DOI 10.4000/jso.12875, lire en ligne, consulté le 28 août 2022)
19. ↑  Site tahitileblog.fr, page "Île de Pâques : histoire et mystères de la civilisation Rapa Nui", consulté le 27 janvier 2021.
20. 1 2  « Eglise de Santa Cruz », sur Imagina Rapa Nui Île de Pâques (consulté le 28 août 2022)
21. ↑  (es)[PDF]LEY-16441_01-MAR-1966
22. ↑  « ÎLE DE PÂQUES », sur axl.cefan.ulaval.ca (consulté le 28 août 2022)
23. ↑  Exemplaire n°96 du magazine MoeVarua, page 5.
24. ↑  Exemplaire n°96 du magazine MoeVarua, page 7.
25. ↑  « Aviation magazine : les ailes, l'air et l'espace », sur Gallica, 15 juin 1963 (consulté le 28 août 2022)
26. ↑  « France-aviation », sur Gallica, 15 novembre 1971 (consulté le 28 août 2022)
27. ↑  « Inter : journal interne d'Air Inter », sur Gallica, juin 1996 (consulté le 28 août 2022)
28. ↑  (en) « Hanga Roa (Isla de Pascua, Valparaíso, Chile) - Population Statistics, Charts, Map, Location, Weather and Web Information », sur citypopulation.de (consulté le 28 août 2022)
29. ↑  (es) « Hospital Hanga Roa », sur Aarqhos, 7 novembre 2019 (consulté le 28 août 2022)
30. ↑  Site buscatuempresa.cl, page sur le colegio basico Lorenzo Baeza Vega (en espagnol).
31. ↑  Site rapanui.net, page educacion DAEM, consulté le 30 janvier 2021.
32. ↑  site rapa-nui.fr, page Plongée sous-marine, consulté le 29 janvier 2021.
33. ↑  Site voyagesetsurf.com, page "Les spots de surf de Hanga Roa du Nord au Sud", consulté le 1er février 2021.
34. ↑  (es) SoyChile, « Pelé y Elías Figueroa inauguran esta tarde el Estadio de Rapa Nui », sur SoyChile, 27 janvier 2014 (consulté le 28 août 2022)
35. ↑  « Le foot à la fête sur l'Île de Pâques », sur fifa.com (consulté le 28 août 2022)
36. ↑  « L'île de Pâques », sur Terra Chile, agence de voyage sur-mesure au Chili (consulté le 28 août 2022)
37. ↑  (es) « Te Rapa Nui », sur prensamundo.com (consulté le 28 août 2022)
38. ↑  « Hanga Piko », sur Imagina Rapa Nui Île de Pâques (consulté le 28 août 2022)
39. ↑  Site http://www.madeleine-et-pascal.fr, page Île de Pâques : Hanga Roa, la capitale de Rapa Nui, consulté le 31 janvier 2021.
40. ↑  « Cimetière Tahai », sur Imagina Rapa Nui Île de Pâques (consulté le 28 août 2022)